# Cúcuta
Cúcuta, oficialmente San José de Cúcuta, es un municipio colombiano, capital del departamento de Norte de Santander y núcleo del Área Metropolitana de Cúcuta. La ciudad está situada en el valle homónimo, al pie de la Cordillera Oriental de los Andes Colombianos, próxima a la frontera con Venezuela. Comprende una superficie aproximada de 1117 km², con un área urbana de 64 km² (dividida en 10 comunas) y un área rural de 1053 km². Tiene una población de 812 176 habitantes, lo que lo ubica como el municipio más poblado del departamento y el sexto municipio más poblado del país. De la misma forma, el Área metropolitana de Cúcuta, conformada por los municipios de Villa del Rosario, Los Patios, El Zulia, San Cayetano y Puerto Santander, cuenta con una población que supera el millón de habitantes.
La ciudad fue fundada como parroquia el 17 de junio de 1733 por Juana Rangel de Cuéllar, vecina de Pamplona radicada en la zona, bajo el nombre de San José de Guasimales, como parte de una iniciativa de los locales blancos y mestizos para separarse del pueblo de indios de Cúcuta (actual barrio San Luis). Posteriormente, el nombre fue cambiado a San José de Cúcuta, castellanización de «Kuku-ta», en honor a los indígenas de la región. A partir de su fundación en el siglo xviii y durante toda la época virreinal española, la parroquia se fue consolidando como uno de los asentamientos más importantes del oriente neogranadino y de la América española, gracias a su posición estratégica entre las fértiles tierras de la provincia de Pamplona y la provincia de Maracaibo, recibiendo en 1792 el título de «Muy Noble, Valerosa y Leal Villa» mediante Cédula real por parte del Rey Carlos IV de España.
La ciudad es el epicentro político, económico, industrial, artístico, cultural, deportivo y turístico de Norte de Santander y su área metropolitana se constituye, a su vez, como el asentamiento urbano más importante de la frontera Colombo-Venezolana junto con la ciudad venezolana de San Cristóbal, debido a su dinámica comercial y a su histórica importancia en la consolidación de los estados modernos de Colombia y Venezuela así como sus relaciones diplomáticas, albergando eventos como la Batalla de Cúcuta de 1813, el Congreso Constituyente de 1821 1821 en Villa del Rosario, el sitio de Cúcuta durante la guerra de los Mil Días, el Tratado de Tonchalá de 1959, los conciertos benéficos Paz Sin Fronteras de 2008 y Venezuela Aid Live de 2019, entre otros. Así mismo, jugó un papel significativo durante la inmigración colombiana en Venezuela y, recientemente, se ha convertido en uno de los puntos de paso más importantes de la crisis migratoria venezolana.
Como capital de Norte de Santander, la ciudad alberga los principales órganos gubernamentales de orden departamental como la Gobernación de Norte de Santander, la Asamblea de Norte de Santander, el Tribunal Superior del Distrito Judicial de Cúcuta, el Tribunal Administrativo de Norte de Santander y las seccionales regionales del Consejo Superior de la Judicatura, la Fiscalía General de la Nación, la Procuraduría General de la Nación y la Contraloría General de la República. Cúcuta está conectada por carretera con Bogotá, Bucaramanga, Valledupar, Cartagena de Indias y, por su condición fronteriza, con Venezuela. Cuenta con un terminal aéreo, el Aeropuerto Internacional Camilo Daza, y una terminal terrestre, la Central de Transportes de Cúcuta. En octubre de 2024 se inauguró el Acueducto Metropolitano de Cúcuta, con el cual se garantiza que la ciudad y su área metropolitana dispondrán de agua potable por más de 50 años.
La ciudad es sede de la diócesis de Cúcuta de la Iglesia Católica y presenta gran devoción a Nuestra Señora de Cúcuta, imagen ubicada en la Parroquia San José Catedral, la cual, junto con una imagen de San José, quedó intacta tras al Terremoto de 1875, que azotó a la ciudad.
El tejido empresarial de la ciudad está compuesto por 51.464 empresas, entre las que se destacan: Cerámica Italia, Viviendas y Valores, Constructora Celeus, Constructora Paisaje Urbano, Ladrillera Sigma, Ladrillera Casablanca, Tejar Santa Teresa, Arrocera Agua Blanca, Arrocera Gelvez, Pasteurizadora La Mejor, Mussi Zapatos, Avícola Torcoroma, Clínica San José de Cúcuta, Clínica Medical Duarte, Hospital Erasmo Meoz, C.I. Bulk Trading Sur América, Comercializadora Internacional Consultores Mineros, Comercial Industrial Nacional, Carboexco, Sociedad de Comercialización Internacional Excomin, Procar Inversiones, Minex Compañía Internacional, entre otras.
Su universidad pública, la Universidad Francisco de Paula Santander, es una de las universidades insignia del oriente colombiano.De la misma forma en la ciudad hacen presencia otras universidades públicas como la Universidad de Pamplona, la Escuela Superior de Administración Pública, la Universidad Nacional Abierta y a Distancia, el ISER, y el SENA. Entre las privadas se encuentran la Universidad Libre, la Universidad de Santander, la Universidad Simón Bolívar, la Universidad Santo Tomás, la FESC, la Corporación Universitaria Minuto de Dios, entre otras.

## Toponimia
La ciudad tiene un nombre compuesto a la usanza de casi todas las fundaciones españolas en América: San José (uno de los nombres más difundidos en el continente gracias a las devociones de San José en España), hace honor a José de Nazaret. El nombre "Cúcuta", hispanización de Kuku-ta, hace referencia al cacique del grupo de indígenas habitantes de la región y fue usado de manera recurrente para denominar a los valles de los ríos Pamplonita, Zulia y Tachira, además de varias zonas adyacentes, tales como "Villa del Rosario de Cúcuta" o "Pueblo de indios Cúcuta", entre otros. Kuku-ta en la lengua de los aborígenes locales significaba "La Casa del Duende".
A la ciudad se le conoció como San José de Guasimales desde el año 1733 hasta 1793, año en que cambió a su nombre actual.
Su escudo posee la leyenda «Muy Noble, Valerosa y Leal Villa de San José de Cúcuta», título que le fue concedido mediante cédula real en justo reconocimiento a sus laboriosos hijos, poco antes de terminar el siglo, por el Rey Carlos IV de España. Esto fue posible gracias a la ayuda del abogado de la Real Audiencia José María Maldona, quien fue el encargado de presentar legalmente ante el Virrey de la Nueva Granada José Manuel de Ezpeleta la presentación del título de villa a nombre de los pobladores de la ciudad.
La ciudad ha sido denominada:
- La Perla del Norte.
- Primer puerto terrestre de Colombia.
- Capital basquetera de Colombia.
- Portón de la frontera.
- Cuna de la República.
- Ciudad verde.
- Municipio verde de Colombia.
- Ciudad de los árboles.
- Vitrina comercial de Colombia

## Símbolos de Cúcuta
Los símbolos oficiales de la ciudad son: la bandera, el escudo y el himno.

### Bandera

Bandera de la ciudad.

La Bandera de Cúcuta está compuesta por dos franjas horizontales equidistantes, una negra superior y una roja inferior. El color negro de la bandera simboliza la riqueza escondida del suelo al igual que la riqueza latente del pueblo cucuteño, mientras que el color rojo simboliza la sangre de los mártires de la Independencia, el sacrificio y la tenacidad de los reconstructores de la ciudad. Por decreto, la bandera también lleva en su centro el escudo de la ciudad.
Esta bandera hizo su debut el 20 de diciembre de 1928 en la ciudad de Cali, en Colombia. Esto sucedió en el marco de la inauguración de los Primeros Juegos Olímpicos Nacionales. En esta oportunidad el abanderado fue Néstor Perozo, acompañado de otros futbolistas del Cúcuta Deportivo F.C.
Se pensó que el motivo era honrar la memoria de los trabajadores bananeros asesinados durante la Tragedia de la Ciénaga o Masacre de las Bananeras ocurrida unos días antes, pero la verdad es que los deportistas quisieron crear esta bandera con los colores rojo y negro para honrar al ciclista Ciro Cogollo, asesinado en Cúcuta el 2 de diciembre de 1928.
No fue sino hasta 1940 que los jugadores decidieron contar la historia verdadera detrás de la creación de la bandera. Finalmente, el alcalde de Cúcuta Carlos A. Rangel oficializó esta bandera como la oficial, el 3 de mayo del año 1988, por medio del Decreto respectivo.

### Escudo

Escudo de la ciudad.

Aunque Cúcuta es una ciudad relativamente antigua (fundada en 1733), no poseía en absoluto insignias que la identificaran. Es por ello que para el año 1958 se le hizo una solicitud a la Academia de Historia de Norte de Santander, para que se realizara una investigación sobre un posible escudo de armas desconocido o para diseñar uno. El escudo presentado entonces por la academia fue adoptado mediante el decreto n.º 32 del 3 de febrero de 1958.
La forma del escudo es  rectangular en su parte superior y redondeada en la parte inferior, llevando por divisa en una bordura de color plateado el título conferido a la ciudad por Cédula Real del Rey de España Carlos IV de “Muy noble, Valerosa y Leal Villa de San José de Cúcuta”.
El escudo posee dos divisiones. En la superior se ubican las armas de doña Juana Rangel de Cuéllar, quien donó los terrenos para la fundación de la ciudad el 17 de junio de 1733. Las armas de doña Juana eran 5 flores de lis colocadas en forma de aspa, de color plata y rojo en fondo de oro.
En la división inferior el escudo ostenta las armas que por Ley del 6 de octubre de 1821 adoptó el Congreso de 1821 para la Gran Colombia (y que hoy día son las armas del departamento de Norte de Santander). Consiste en un hacecillo de lanzas, con hacha atravesada, arcos y flechas, atados con cinta tricolor; las lanzas eran atributos de los cónsules romanos; el hacha, símbolo del derecho de la vida o muerte; el arco y las flechas eran atributo de la raza indohispana que habitaba la región.

## Gobierno

### Ramas del poder público

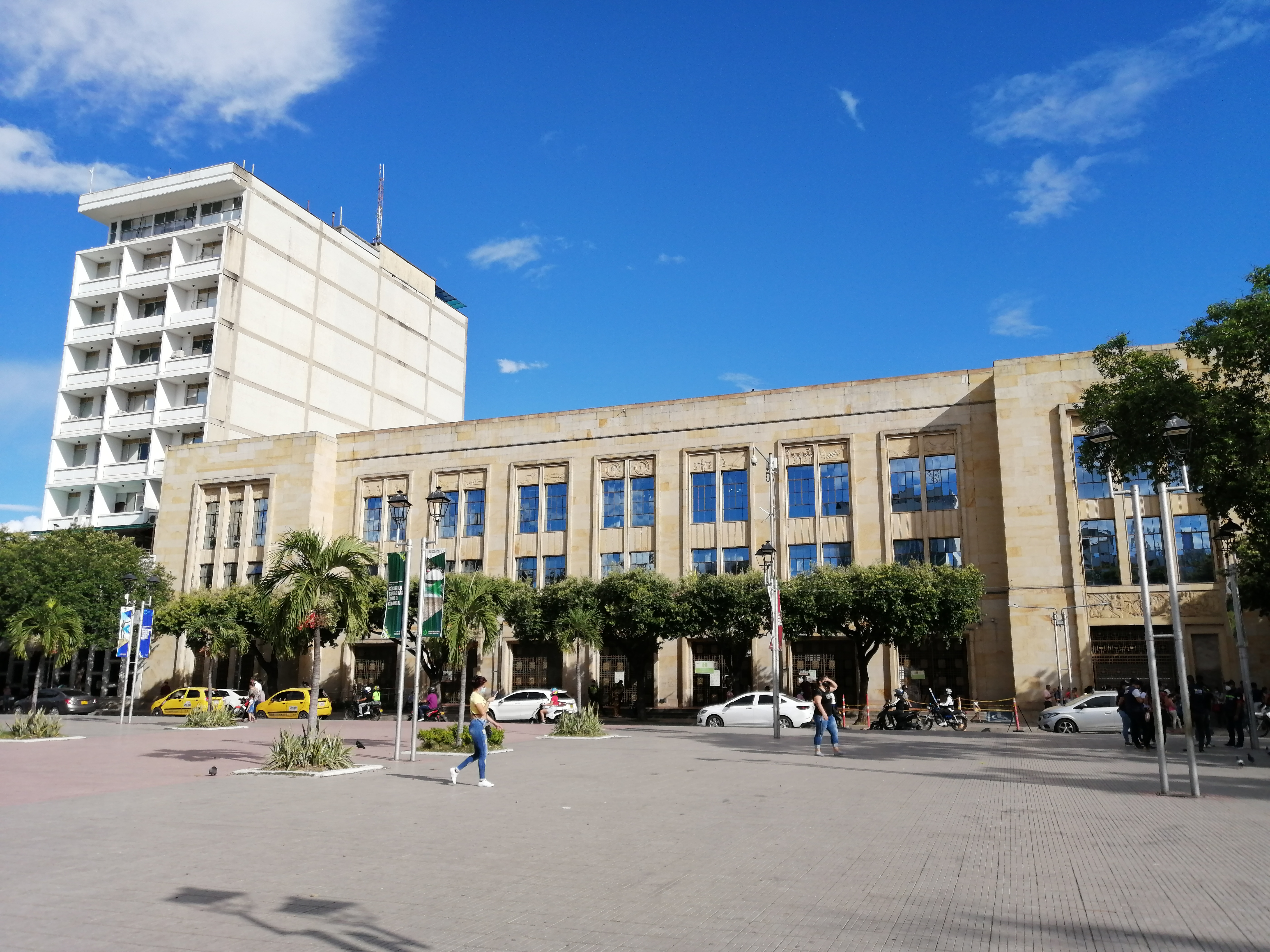
Alcaldía de Cúcuta.

La ciudad es capital del departamento de Norte de Santander. Alberga las entidades del gobierno departamental como la Gobernación y la Asamblea y otros organismos de Estado. Cúcuta está regida por un sistema democrático basado en procesos de descentralización administrativa, generados a partir de la proclamación de la Constitución de 1991. Es gobernada por un alcalde (poder ejecutivo), un concejo municipal (poder legislativo) y un Tribunal Superior (poder judicial).
El Poder Legislativo es representado a nivel local por el Concejo de Cúcuta, la cual es una Corporación Administrativa de elección popular, compuesta por 19 ediles de diferentes tendencias políticas, elegidos democráticamente para un período de cuatro años, y cuyo funcionamiento tiene como eje rector la participación democrática de la comunidad. El concejo es la entidad legislativa de la ciudad que emite acuerdos de obligatorio cumplimiento en su jurisdicción territorial. Entre sus funciones está aprobar los proyectos de los alcaldes, velar por la preservación y defensa del patrimonio cultural, dictar las normas orgánicas del presupuesto y expedir anualmente el presupuesto de rentas y gastos.

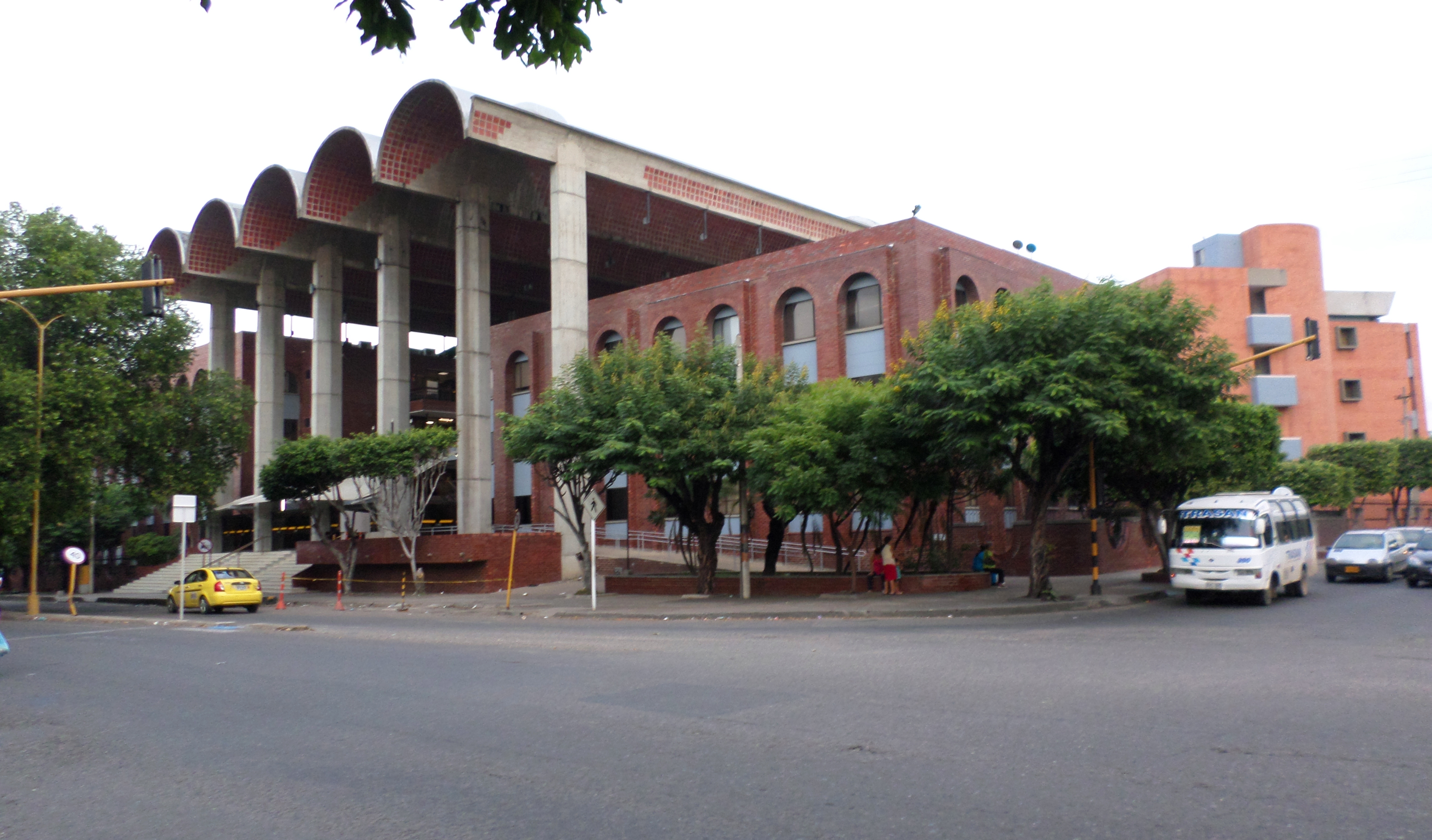
Palacio de Justicia de Cúcuta.

En el poder judicial, Cúcuta es el núcleo principal del distrito Judicial de Cúcuta, el cual se divide en los circuitos judiciales de Cúcuta, Los Patios y Ocaña, que cuentan con la presencia de juzgados en todos los ámbitos del derecho civil, familiar, penal y administrativo. El Circuito judicial de Cúcuta tiene jurisdicción en 13 municipios del departamento: Cúcuta, Arboledas, Bucarasica, El Zulia, Gramalote, Lourdes, Puerto Santander, Salazar de las Palmas, San Cayetano, Santiago, Sardinata, Tibú, y Villacaro.
En cuanto a entidades de control, Cúcuta es sede a nivel departamental de la Procuraduría General de la Nación, la Contraloría General de la República y de la Registraduría Nacional del Estado Civil.

## División Político-Administrativa
La cabecera municipal está dividida en 10 comunas, las cuales, a su vez, contienen cerca de 800 barrios. 
Cada comuna y corregimiento cuenta con una Junta Administradora Local (JAL), integrada por no menos de cinco ni más de nueve miembros, elegidos por votación popular para un período de cuatro años que deberán coincidir con el período del Concejo Municipal.
Una JAL cumple funciones concernientes con los planes y programas municipales de desarrollo económico y social de obras públicas, vigilancia y control a la prestación de los servicios municipales en su comuna o corregimiento, y las inversiones que se realicen con los recursos públicos, además de lo concerniente a la distribución de las partidas globales que les asigne el presupuesto municipal.

### Corregimientos
San José de Cúcuta tiene bajo su jurisdicción varios centros poblados, que en conjunto con otras veredas, constituye los siguientes corregimientos:
| Corregimiento         | Centros Poblados | Veredas |
| Sector Central        | - Agua Clara - Alto Viento - La Jarra - San Agustín de los Pozos | Bajo Guaramito, Campo Alegre.                                                                                |
| Sector Nor Occidental | - Banco de Arenas - El Suspiro - La Punta - Palmarito - Puerto León - Vigilancia                                                                                            | Agualasal, Caño y Medio, El Aceituno, El Amparo, El Veinticinco, Miraflores, Monteverde, Totumito, Vijagual. |
| Sector Norte          | - Puerto Villamizar | |
| Sector Occidental     | - Agua Blanca - Buena Esperanza - El Plomo - El Prado - La Floresta - Las Vacas - Londres - Nuevo Madrid - Oripaya - Patillales - Puerto Lleras - Bellavista - Puerto Nuevo | La Sirena, La Susanita, Londre, Los Reyes.                                                                   |
| Sector Oriental       | - Arrayán - El Porvenir - Guaramito - La Sabana - Ricaurte - San Faustino - Santa Cecilia                                                                                   | Las Blanquitas, Llano Seco, Paso de Los Ríos                                                                 |
| Sector Sur            | - Carmen de Tonchalá - El Pórtico - San Pedro | |

### Área metropolitana
La ciudad junto con los municipios de Villa del Rosario, Los Patios, El Zulia, Puerto Santander y San Cayetano conforma la denominada "Área metropolitana de Cúcuta". Rige su funcionamiento de acuerdo con la Ley 128 de 1994 ("Ley Orgánica de Áreas Metropolitanas").
La entidad es dirigida por la Junta Metropolitana, que es asesorada por el Consejo Metropolitano de Planeación. Asimismo cuenta con un director, un conductor y una secretaria ejecutiva. Por último está el director técnico, el subdirector administrativo y financiero (que trabaja con el tesorero general), y el subdirector de transporte y valorización.
El desarrollo urbano ha excedido los límites administrativos y se ha extendido por los municipios cercanos que conforman el Área Metropolitana de Cúcuta, cuya población asciende a más de 1 millón de habitantes. De facto, las ciudades venezolanas de San Antonio y Ureña están conurbadas con la ciudad de Cúcuta, aunque no son parte oficial del área metropolitana.

## Historia

### Época precolombina
Los españoles reconocieron en el actual territorio nortesantandereano dos grandes provincias o naciones étnicas: los chitareros, los cuales habitaban una extensa franja desde las laderas de la cuenca del río Chicamocha hasta buena parte del Táchira venezolano, y los hacaritamas y carates, cuyos dominios se extendían por la Provincia de Ocaña y el oeste de la región del Catatumbo, además de innumerables cacicazgos o pueblos de selva en las zonas bajas o de tierra caliente, entre ellos los motilones de la cuenca del Río Catatumbo.
La región actual del municipio de Cúcuta, en particular, tenía una importante presencia de la etnia chitarera, distribuida bajo diferentes grupos indígenas a lo largo de todo su territorio, tales como Tapaguá, Arcabuzazo y Chicaguaos en la cuenca del río Zulia, Chopo, Tegualaguache, Bochalema, Iscalá, Chinácota y Cúcutas por el río Pamplona y Cania y Capacho por el río Táchira.

### Conquista
En 1530, Ambrosio Alfinger, gobernador de la Provincia de Venezuela, salió de Santa Ana de Coro acompañado de cientos de hombres e invadió el territorio oriental de la recién creada gobernación de Santa Marta con el objetivo de reunir recursos. Atraído por la leyenda de El Dorado, la expedición prosiguió por los territorios actuales de Cesar, Norte de Santander y Santander, devastando en su camino a varias tribus indígenas, tales como la tribu chimila del Valle de Upar. En 1533 Alfinger, con su expedición ya debilitada, intentó regresar a Coro a través de los páramos de la Provincia de Pamplona, muriendo en combate con los indios chitareros en Chitacomar (actual Chinácota). Con Alfinger muerto, Fedro de San Martín tomó el mando de la tropa y con ella regresó a Coro, pasando por el actual territorio de Cúcuta.
En 1549, luego de varias expediciones fallidas, una hueste de españoles comandada por Pedro de Ursúa y Ortún Velasco, tenientes de Hernán Pérez de Quesada, invadieron el territorio del Norte de Santander y el mismo año llegaron a los valles de Pamplona, donde en recuerdo de Pamplona de España fundaron la ciudad de Nueva Pamplona, que pronto atrajo numerosos pobladores por la bondad del clima y por las ricas minas de oro que se descubrieron en la región. De allí salieron después las expediciones que completaron la conquista del actual territorio del Norte de Santander.
Con la fundación de la ciudad de Pamplona en 1549, los valles de Cúcuta (bautizados así en honor al Cacique Cúcuta) quedaron en el marco de su jurisdicción y de inmediato fueron considerados como ejidos de la ciudad para el pastoreo de ganado mayor, a partir de lo cual se desarrolló una exitosa empresa agroganadera dirigida a la exportación.

### Periodo colonial

#### Pueblo de Indios
A finales del siglo XVI, la Corona ordenó que las comunidades indígenas encomendadas que se hallaban laborando en las hacendadas, estancias y con los terratenientes, sus encomenderos, debían poblarse como los pueblos de España, separados de los españoles. Debían implementarse las repúblicas de indios en los valles de Cúcuta así como en toda la naciente Provincia de Pamplona.
En 1623, el visitador Juan de Villabona y Zubiaurre recorrió la provincia de Pamplona llevando a cabo un programa de reformas con este objetivo. Dictó una serie de medidas que transformaron la vida de las comunidades indígenas de toda la región, incluyendo a las de Cúcuta. En 1623 ordenó que los indios del valle fueran poblados en un resguardo de indios, lo cual, a final de cuentas, no logró concretarse.
En 1641, con la visita de Diego de Carrasquilla Maldonado, oidor de la Real Audiencia, se logró definitivamente el poblamiento de los indios de Cúcuta en un asentamiento localizado sobre la margen derecha del río Pamplona, hoy el barrio San Luis. Una vez poblados, los indios se les demarcaron y asignaron las tierras de sus resguardos y se estableció la doctrina para el pueblo.

#### San Faustino de los Ríos

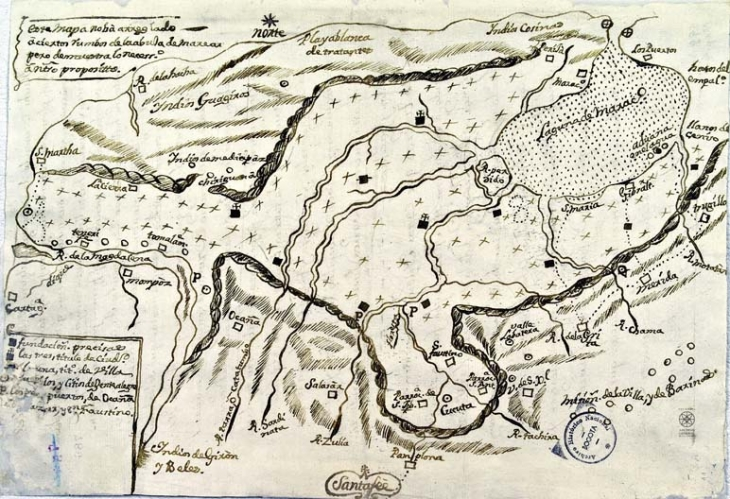
El pueblo de indios Cúcuta (Actual San Luis), San Faustino de los Ríos y la Parroquia de San José de Guasimales, separados por el rio Pamplonita, al suroeste del lago de Maracaibo. 1753

A pesar de todos los esfuerzos que realizaban vecinos de Pamplona, Maracaibo, La Grita, San Cristóbal e incluso Mérida, la ruta de navegación por el río Zulia y el Río Cúcuta siempre se vio obstaculizada por el temor a las tribus motilonas que atacaban a los viajeros que transitaban. De esa forma, en uno de los intentos de pacificación de los indígenas belicosos, se propuso la fundación de una nueva ciudad en las márgenes del río, atendiendo las capitulaciones de guerra firmadas en diciembre de 1639 por el Capitán Antonio de los Ríos Jimeno con el presidente Sancho Girón.
El asentamiento fue fundado bajo el nombre de San Faustino de los Ríos el 15 de febrero de 1662 por el capitán Jimeno, en la banda oriental del río Pamplonita.
Sin embargo, Jimeno fue rápidamente declarado incompetente pues no había logrado cometer la misión encomendada. Los siguientes gobernadores tampoco corrieron con mejor suerte, pues la ruta por el Zulia empezó a perfilarse como una senda que favorecía el contrabando en detrimento de las Cajas Reales. Como consecuencia de esto, la jurisdicción de la gobernación de San Faustino de los Ríos fue considerada como “refugio de forajidos” y territorio ajeno a la acción de los cabildos de las ciudades de Pamplona y Mérida.

#### San José de Guasimales
Poco a poco, el pueblo de indios iba creciendo demográfica y económicamente. Sus habitantes se dedicaron a la agricultura, la ganadería y el transporte fluvial. Algunos blancos y mestizos empezaron también a establecerse en el valle, con lo cual la población se estabilizó. En las primeras décadas del siglo XVIII se introdujo el cultivo del cacao en toda la región y empezó un periodo de bonanza económica. El cacao era exportado hacia Europa y las otras colonias americanas por la vía del Lago de Maracaibo y muchas personas empezaron a formar haciendas cacaoteras cercanas a los ríos que permitían el transporte del producto.
Sin embargo, los habitantes indígenas y los vecinos de Pamplona que habitaban en el resguardo empezaron a tener choques importantes, motivando un proceso de separación tanto en lo civil como en lo religioso que se traduciría en la fundación de la Parroquia de San José de Guasimales.
Una de las personas más importantes para la fundación de la parroquia fue Juana Rangel de Cuéllar, quien donó media estancia de ganado mayor el 17 de junio de 1733 para el terreno de la parroquia y el pueblo aledaño.

Notorio sea a los que la presente escritura de obligación vieren, como nosotros los vecinos de la Ciudad de Pamplona del Nuevo Reino de Granada de las Indias, residentes en el Valle de Cúcuta, jurisdicción de dicha ciudad, en donde asistimos y tenemos aposentos y casas de nuestras moradas de campo queremos los que adelante iremos nombrando: Habiéndonos juntado y estando ciertos y bien instruidos de lo que en el caso aquí sea expresado, podemos y debemos hacer y el derecho que nos asiste y para el mejor éxito de lo que pretendemos[...] cuya fundación se ha de hacer en medida estancia de ganado mayor, que en el dicho sitio de Guasimal para el dicho efecto tiene donada Doña Juana Rangel de Cuellar por Escritura, otra de los Fundadores, tierra sana, con llano apacible para planta, teniendo el río de Pamplona que por el dicho sitio pasa, para agua y montaña para leña, para habitación de los habitadores, pasto común para las bestias que tuvieren y tierra de labor y regadío y demás requisitos que son necesarios para una fundación, y por lo que para la erección de Parroquia que pretendemos es lo primero asegurar congrua suficiente para el cura[...]

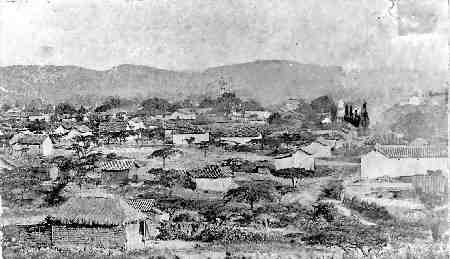
Panorámica antigua de la ciudad.

En una escritura del 25 de junio de 1733 se concedió poder a Nicolás Dávila Maldonado, al capitán Joseph Sánchez y al misionero Manuel Núñez para que a nombre de los fundadores solicitaran al Arzobispado de la Nueva Granada y ante la Real Audiencia la autorización para la erección de la parroquia y la fundación de la ciudad. Igualmente, los fundadores, con sus bienes y pertenencias aseguraban una renta para el Cura Párroco. En la Escritura del 28 de junio de 1733, cada uno de los fundadores de la población y de la erección de la parroquia se comprometieron a aportar lo necesario para la construcción del Templo. Finalmente, el 20 de noviembre de 1734 la parroquia se verificó oficialmente, con el título de erección parroquial expedido por el presidente de la Real Audiencia, Rafael de Eslava.

### SigloXIX

#### Independencia
El 28 de febrero de 1813 se produjo en la ciudad un enfrentamiento militar entre las tropas independentistas de Simón Bolívar compuestas por 400 hombres y 800 realistas de Ramón Correa, en la denominada Batalla de Cúcuta. Bolívar y sus tropas entran a Cúcuta vencedores y en el cuartel general de Cúcuta liberada, el caudillo de la Independencia da el parte de la victoria.

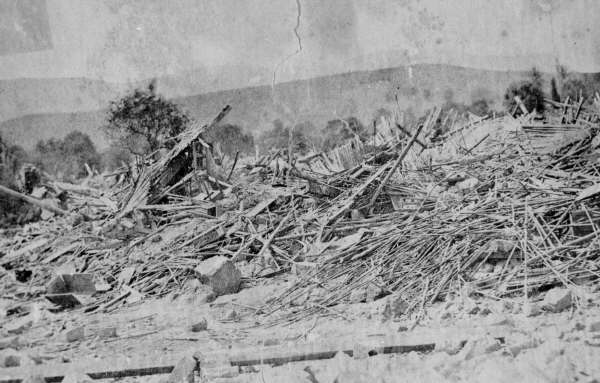
Restos del Terremoto de 1875.

#### Terremoto de Cucuta
En la mañana del 18 de mayo de 1875, la ciudad y sus regiones aledañas fueron asoladas por un terremoto de intensidad 10 en la escala de Mercalli, el evento telúrico más devastador que se ha registrado en la historia de la ciudad.
El terremoto destruyó por completo a las actuales regiones de Cúcuta, Villa del Rosario, San Antonio del Táchira y Capacho. También causó graves daños en San Cristóbal, La Mulera, Rubio, Michelena, La Grita, y algunos asentamientos de Panamá como la ciudad de Colón, entre otros. Fue sentido en Bogotá y Caracas.
El número real de muertos no es claro pues, aunque oficialmente se contabilizaron 461 cadáveres producto del desastre, el mismo Boletín del 3 de junio emitido en Pamplona, donde se publicó esta cifra por primera vez, sugiere que el número total pudo haber sido el doble, o incluso más, por lo que se estima que el total de víctimas, solamente en Cúcuta, pudo haber ascendido hasta las 1000 o 3000 personas, un tercio de la población total de ese momento.

##### Reconstrucción
Luego del terremoto, la ciudad quedó en ruinas, los índices de pobreza aumentaron dramáticamente y muchos de sus habitantes quedaron relegados a la miseria, por lo que las autoridades del Estado Soberano de Santander, encabezadas en ese entonces por Aquileo Parra, se encargaron de implementar varias medidas para mitigar los efectos del terremoto y reconstruir la urbe, tales como la militarización temporal de la región para evitar el surgimiento del saqueo y el bandolerismo, así como solicitarle al gobierno federal de los Estados Unidos de Colombia que se envíen recursos económicos destinados al proceso de reconstrucción.
La reconstrucción de Cúcuta, a su vez, conllevó una modernización del viejo trazado angosto y "desorganizado" de la ciudad vieja. Con ese objetivo, el estado designó al ingeniero venezolano Francisco de Paula Andrade Troconis, que implementó un nuevo esquema urbanístico planeado para acomodar una población de 25 mil habitantes, con base en el crecimiento poblacional que la urbe llevaba hasta ese momento, y potenciar el auge industrial. El esquema incluía un trazado de calles y andenes amplio, donde se acomodarían edificaciones importantes de diversa índole, como la alcaldía, las iglesias, la cárcel municipal, la aduana, el cementerio, entre otros.

#### Ferrocarril de Cúcuta

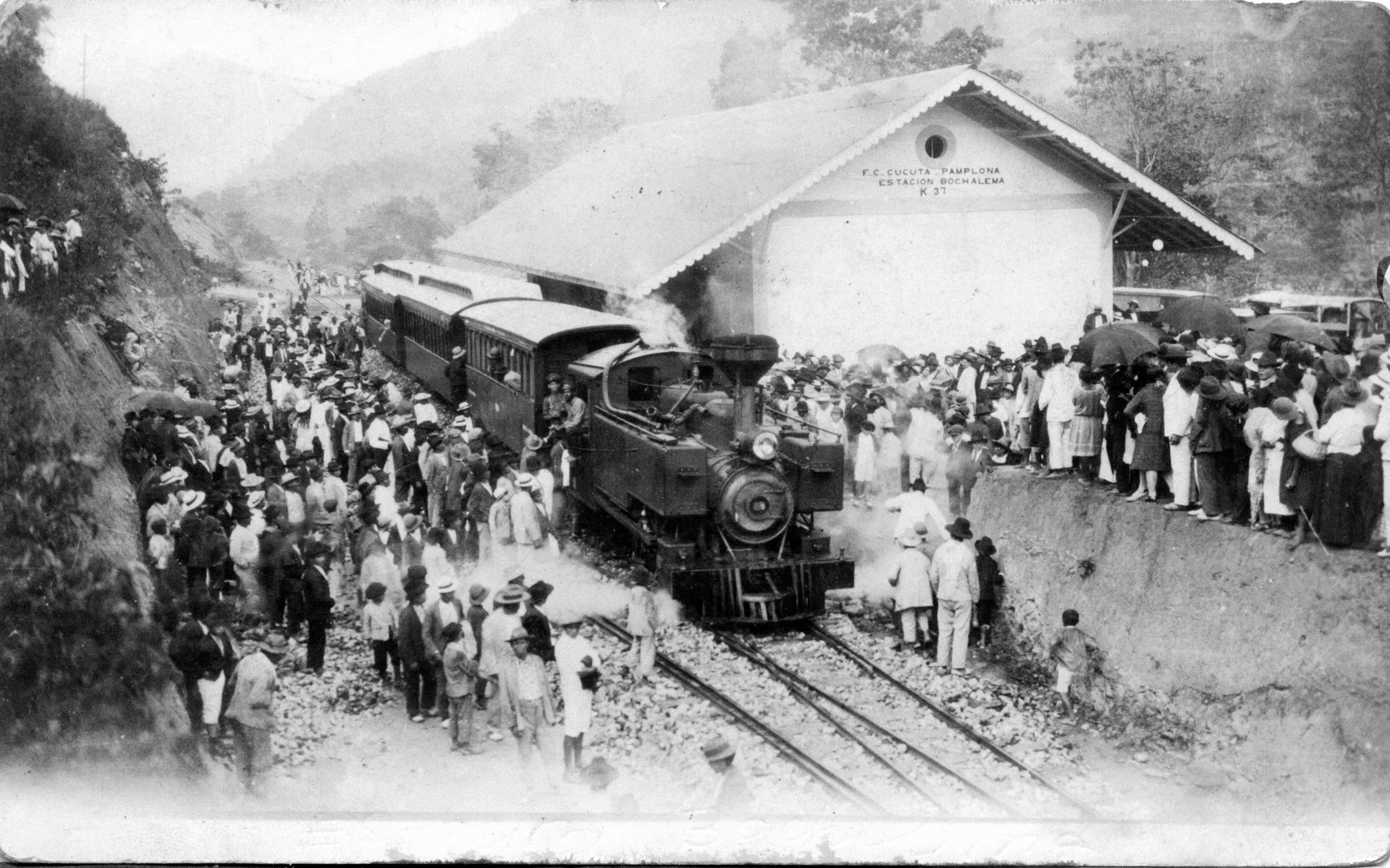
Ferrocarril de Cúcuta

A fines del siglo XIX, es la primera ciudad de Colombia en tener un ferrocarril. El ferrocarril estaba organizado en cuatro ramales: Norte, Oriente, Sur y Occidente.
- Norte: Su construcción comenzó en 1878 y se terminó diez años después. Conectó Cúcuta con Puerto Santander y fue de carácter internacional, pues se conectó con Venezuela.
- Oriente: Su construcción comenzó en 1893 extendiéndose hasta el Río Táchira.
- Sur: Su construcción comenzó en 1921, conducía a Pamplona, pero solo llegó al sitio denominado El Diamante
- Occidente: Pretendía llegar hasta Tamalameque, no pudo concretarse por razones económicas.

La compañía fue liquidada en 1960.

### SigloXX

#### Guerra de los Mil Días

Departamentos de la región de los Santanderes en 1908. El Departamento de Cúcuta en color morado.

La guerra de los Mil Días fue una guerra civil que devastó a Colombia y Panamá entre 1899 y 1902. En Colombia había una crisis económica producto del descenso abrupto del precio internacional del café y de la debilidad del gobierno conservador a causa de la enfermedad y edad avanzada del presidente Manuel Antonio Sanclemente. Las diferencias políticas entre grupos conservadores y liberales eran abismales y sectores radicales de ambos partidos armaron ejércitos. Los conservadores contaban con las Fuerzas Militares y elementos paramilitares, mientras que los liberales operaban como guerrillas. Cúcuta jugó un papel importante debido a que su población era de mayoría liberal y muchos se habían radicalizado contra el gobierno conservador. La población fue atrincherada y sitiada por los liberales radicales entre principios de junio y mediados de julio de 1900.
Terminada la guerra de los Mil Días en 1902 y comenzado el siglo XX, la Revolución industrial se expande en Cúcuta con la llegada de la aviación. En 1919 el nortesantandereano Camilo Daza, fue el primer colombiano que manejó un avión y por eso es reconocido como el precursor de la aviación en Colombia.
Con el siglo se inició un período de florecimiento urbanístico también. En los años 1920 se inauguró el primer aeropuerto de Hispanoamérica, siendo Colombia el primer país en tener aerolíneas comerciales. El Aeropuerto Internacional Camilo Daza fue inaugurado en 1971 por el entonces presidente de la República.

#### Área metropolitana
En 1991 mediante el Decreto n.º 000508 es creada el área metropolitana de Cúcuta, compuesta por Cúcuta -como núcleo principal-, así como Villa del Rosario, Los Patios, El Zulia, Puerto Santander, y San Cayetano. Gracias a que esta conurbación existe legalmente se están desarrollando importantes proyectos para el desarrollo de la ciudad. Uno de ellos consiste en colocar dos peajes en las vías hacia Venezuela (uno en cada vía), con el fin de ampliar parte de la Carretera Panamericana a 6 carriles.

### SigloXXI

#### Megaproyectos (2004-2008)
Durante el período 2004 - 2008 se ejecutó la construcción de 5 pasos vehiculares a desnivel, los cuales mejoraron notablemente la infraestructura vial y la movilidad en la ciudad.
Los megaproyectos, que se financian con los recursos provenientes de la contribución de valorización por beneficio general, se adelantarón en la redoma San Mateo, redoma del aeropuerto, construcción del puente La Gazapa sobre el río Pamplonita, deprimido de la avenida Libertadores bajo la redoma Arnulfo Briceño, avenida canal Bogotá con diagonal Santander. También se renovó el sector más importante del centro de la ciudad.

#### Resurgir económico
La entrada en vigencia del Tratado de Libre Comercio entre Colombia y Estados Unidos en el 2007 ofreció grandes oportunidades para el desarrollo industrial y comercial de Cúcuta por su condición fronteriza. Las industrias de Venezuela establecerían sus fábricas en Cúcuta para exportar sus productos a Estados Unidos como si fuesen Colombianos, además a la ciudad llegarán productos del país del norte a precios muy bajos que serían adquiridos por los venezolanos.
La empresa privada ha hecho grandes inversiones con la construcción de dos centros comerciales; Unicentro con 200 almacenes y Ventura Plaza con 300.

#### Desarrollo urbano
En el año 2005 se levantó una restricción que impedía la construcción de edificios de más de 8 pisos, por la concentración de arcilla en los terrenos sobre los cuales está levantada la ciudad. La supresión de esta norma se dio gracias a la creación de nuevas tecnologías. Actualmente se están construyendo edificaciones de hasta 20 pisos.
Es así, que la ciudad en el 2007 contó con un crecimiento inmobiliario del 112%, liderando a nivel nacional la proporción de edificaciones construidas y transacciones inmobiliarias. En el mismo año, se duplicaron las ventas inmobiliarias.

#### Megaproyectos (2021)
Actualmente en la ciudad de Cúcuta se están construyendo 3 megaproyectos:
1. El Acueducto Metropolitano de Cúcuta "Francisco de Paula Santander" en reemplazo del Embalse Cinera, el cual proveerá de agua a todos los municipios del área metropolitana  y el cual estará listo para el 2021.
2. El Parque Interactivo de Cultura, Ciencia, Tecnología e Innovación de la Frontera "Eureka", el cual se construirá en un lote propiedad del municipio, ubicado frente del Centro Comercial Jardín Plaza, junto al Anillo Vial Oriental.
3. El Centro de Convenciones Virgilio Barco, el cual estará ubicado en el municipio metropolitano de Villa del Rosario y cuya construcción se realiza en el marco del Bicentenario de la Constitución de Cúcuta.

## Demografía
A la luz de los censos se observa que Cúcuta, desde 1951 a 2021, ha incrementado su población de forma continua, aun cuando en el transcurso de este periodo ha dado origen a otros municipios como El Zulia, Tibú y Puerto Santander. No obstante, vista la evolución de la población en tasas de crecimiento ésta ha descendido desde 4,97% en 1964, hasta 1,61% en 2005.
Según las cifras presentadas por el DANE del censo 2005, la composición etnográfica de la ciudad es:
- Blancos y Mestizos: (98,1%)
- Negro, mulato, afrocolombiano o afrodescendiente (1,0%)
- Indígenas (0,9%)

## Seguridad

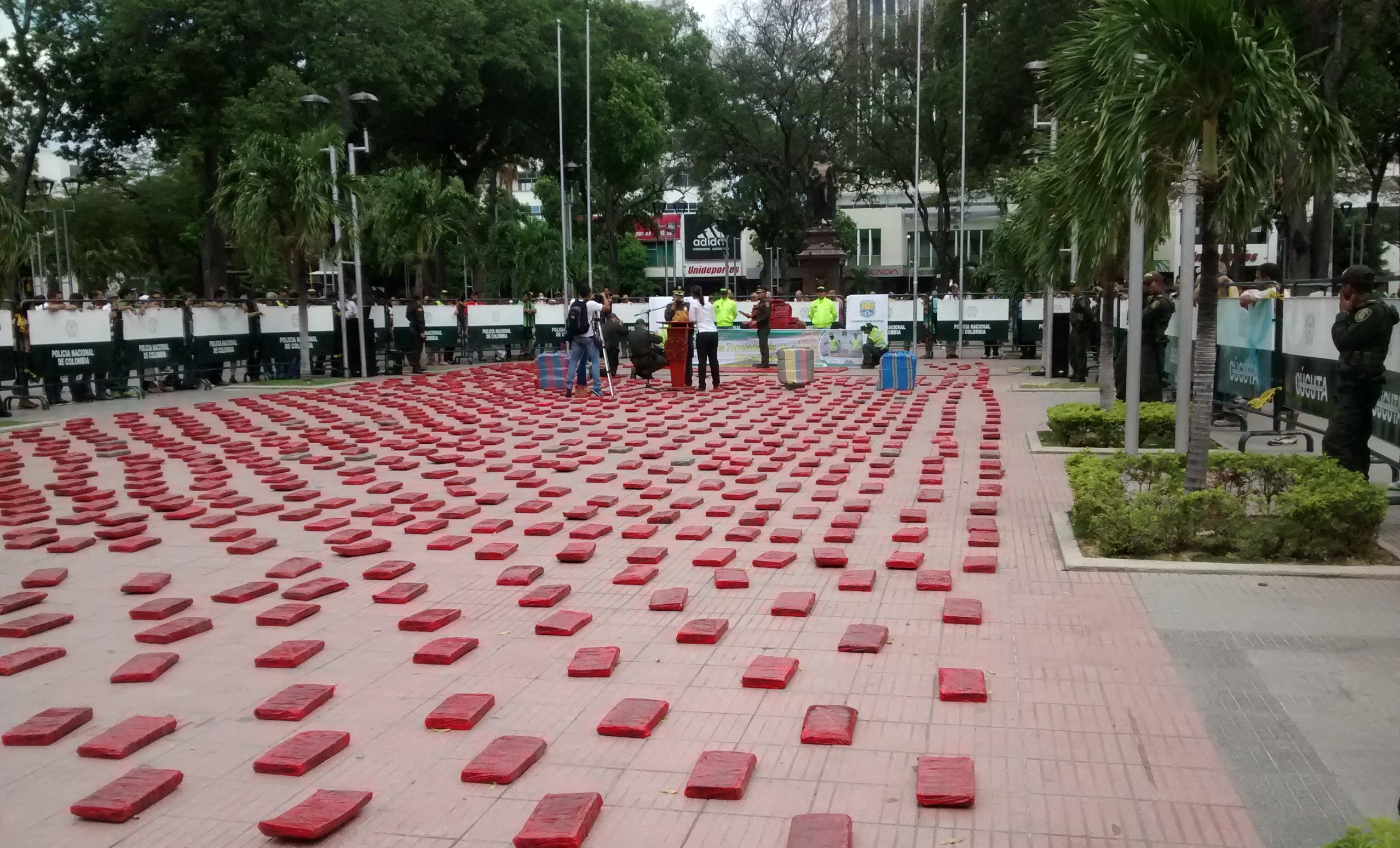
Incautación de droga.

Entre enero y septiembre de 2008 se presentaron 412 muertes violentas (asesinatos, suicidios y defunciones en incidentes de tránsito, en enfrentamientos armados y en accidentes), 74 menos que el mismo período del año inmediatamente anterior. De continuar esta tendencia -una disminución del 15 por ciento-, 2008 será el año en el que menos se hayan producido decesos de este tipo en la última década.
Las estadísticas emitidas por la Secretaría de Seguridad Ciudadana (Metroseguridad) -basadas en las del Instituto Nacional de Medicina Legal- señalan que en los primeros nueve meses del año 2008 se produjeron 272 homicidios, 21 por ciento menos (72 hechos) que en ese mismo lapso del 2007. Es decir, que la tasa por cada 100 mil habitantes entre enero y septiembre pasados es 45, cuando en ese mismo período del 2007 era 12 puntos superior.
Según el Centro de Investigaciones Criminológicas (CIC) de la Policía Nacional, la tasa por cada cien mil habitantes en Bogotá es 18; Medellín, 29, Cartagena 22, Barranquilla 22, Cali 57 y Bucaramanga 32. Las estadísticas reveladas por Metroseguridad señalan que enero (41), marzo (39) y mayo (36) fueron los meses del 2008 en lo que más asesinatos se registraron. Las comunas 6, 7, 8 y 9 son donde mayor número de episodios se presentaron.
El 11 de abril de 2008, María Eugenia Riascos (alcaldesa de Cúcuta, 2008 - 2012) señaló que ante las últimas muertes que se han registrado en la ciudad se estudia el plan desarme y el pago de recompensas. Afirmó además que no solo cuando ocurre el asesinado de una persona importante se deben pagar recompensas, sino siempre que ocurra tal delito. Reconoció que por temor la gente que es testigo de un asesinato no colabora con las autoridades y que por tal razón ha sido aceptada una de sus propuestas que consiste en la creación de la Policía Metropolitana de Cúcuta que busca reforzar la seguridad en la capital de Norte de Santander.
Los principales lugares en el cual la población de 15 años y más se siente insegura en Cúcuta son: en la vía pública y en el transporte público.
En 2013 Cúcuta fue posesionada como la ciudad 22 más violenta del mundo por la Business Insider, portal de internet estadounidense de economía y tecnología (el estudio no incorpora a Asia, Europa y algunas partes de África), pero fue cuestionado por las autoridades locales.
En 2014 la ciudad fronteriza se ubica en el puesto 47 de las 50 ciudades más peligrosas del mundo, informe del consejo ciudadano para la Seguridad Pública y la Justicia Penal de México.
En 2017 con la crisis económica en el vecino país, la ciudad afronta la llegada masiva de venezolanos en busca recursos económicos, y con ello el aumento de grupos ilegales por el control territorial para el contrabando y rutas de la droga. A fines del año 2017 los ciudadanos venezolanos representaban el 43% de los inmigrantes de la ciudad.

## Geografía

### Límites municipales
Cúcuta está delimitada por los siguientes municipios:
| Noroeste: Sardinata y Tibú  | Norte: Catatumbo ( Estado Zulia, Venezuela) | Nordeste: Puerto Santander (Ríos Río Zulia y Pamplonita) , Municipio Ayacucho ( Estado Táchira, Venezuela) |
| Oeste: El Zulia (Río Zulia) |                                             | Este: Municipios Ureña (Ríos Pamplonita y Táchira) y Lobatera ( Estado Táchira, Venezuela)                 |
| Suroeste: San Cayetano      | Sur: Bochalema y Los Patios                 | Sureste: Villa del Rosario                                                                                 |

El municipio tiene un área total de aproximadamente 1117 km²,

### Geología y relieve
El territorio de Cúcuta es llano hacia el norte, y montañoso en su parte central y en sus límites al sur, en donde presenta varios cuerpos montañosos desprendidos de la cordillera Oriental de los Andes Colombianos, como la serranía de Las Campanas o la cordillera de Altoviento. La ciudad, por su parte, está situada en el valle homónimo, al pie de la Cordillera Oriental de los Andes Colombianos, a una altitud media de 320 m s. n. m., en la frontera con Venezuela.
El lugar más alto es el centro poblado Ricaurte (área 0,4 km²) a unos 41 km del centro de la ciudad, fundado por el sacerdote Demetrio Mendoza en 1921 con el nombre de Mucujún, cuya temperatura ronda entre los 10 y 17 °C, y se encuentra a 1666 m s. n. m. El lugar más alejado y bajo es el centro poblado La Punta ubicado a 67 km del centro de la ciudad, a 80 m s. n. m.. Uno de sus puntos más emblemáticos es la cima del Cerro Tasajero (de la voz indígena que significa "cerro sagrado") a 987 m s. n. m., el cerro se encuentra cubierto por un bosque seco tropical que alberga varias familias de flora como las leguminosas y animales pequeños como roedores, las cuales se ven amenazadas por la explotación minera.

### Hidrología
Sus principales fuentes hidrográficas son el río Pamplonita, el río Táchira y el río Zulia, siendo el primero el más importante del municipio, con una longitud de 147 km y un área de 80.000 ha, recorriendo un espacio urbano de más de 9 km y una cuenca municipal de 31.909,64 ha.

### Sismología

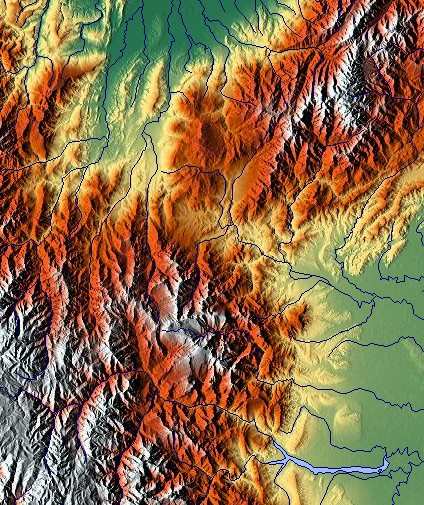
Depresión del Táchira.

El valle de Cúcuta está ubicado dentro del bloque de Maracaibo, un bloque tectónico semiindependiente de la Placa de los Andes del norte delimitado por los sistemas de fallas de Bucaramanga-Santa Marta al oeste, Oca-Ancón al norte y Boconó al este/suroeste, al pie de la región denominada Depresión del Táchira, donde se separan el macizo de Tamá y la Cordillera de Mérida.
Los sistemas de fallas de Boconó y Aguascalientes, los cuales atraviesan el suroeste de la ciudad, son los principales sistemas de fallas del municipio, presentan actividad sísmica superficial de entre 1 y 70 km de profundidad y se encuentran estrechamente vinculados con el devastador terremoto de 1875. De la misma forma, Cúcuta también se encuentra en el rango de influencia de otras zonas sísmicamente activas, tales como la Mesa de los Santos o las fallas adjuntas al denominado Indentor de Pamplona.
Estas características hacen que la zona, y en general la mayoría del departamento de Norte de Santander, sea considerada como una de las regiones con mayor riesgo geológico de todo el país. A pesar de ello, Cúcuta no cuenta con estudios de microzonificación sísmica que permitan conocer propiamente como se comportarían los edificios construidos sobre los diferentes tipos de suelo de la ciudad ante un eventual suceso sísmico de importancia.

#### Sismicidad
Diversos terremotos de considerable magnitud e intensidad han afectado al municipio, tales como el terremoto de Cúcuta de 1875, el terremoto de Mérida de 1894, el terremoto de Arboledas de 1950 y el terremoto de Cúcuta de 1981, entre otros. El terremoto de 1875, con una intensidad estimada de 10 MM y EMS, ha sido el terremoto más devastador de la historia de Cúcuta, matando entre 400 y 1000 cucuteños y destruyendo casi la totalidad de las edificaciones en pie del momento.

## Flora y fauna

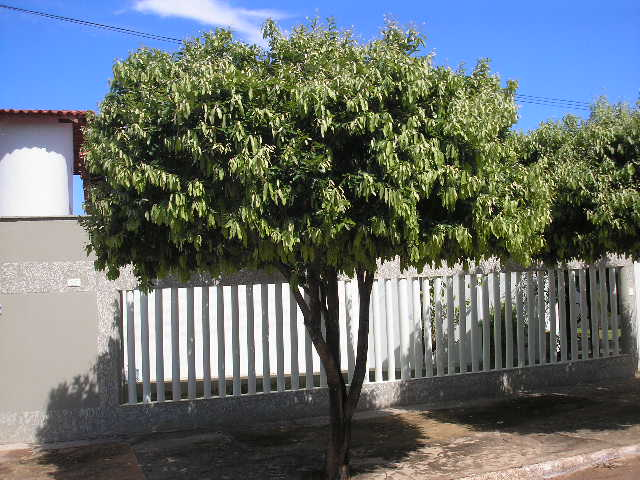
Licania tomentosa, conocido como OitÍ

#### Flora
Después del terremoto de 1875, sus pobladores tomaron la tradición de sembrar un árbol nativo en su hogar por cada nacido. Debido a la cantidad de árboles en el área urbana, Cúcuta es llamada Ciudad Verde, tal es su cantidad que en 1996 contaba con 850 mil árboles, mucho más que su población. Sus montañas están cubiertas de bosque seco tropical y la agencia gubernamental para el cuidado del medio ambiente a nivel departamental es Corponor. En el municipio habitan 71 especies de árboles tanto nativas como introducidas, el cují es el árbol símbolo de Cúcuta,  tiene forma de sombrilla y dicen los expertos que es el último recurso que le queda a las zonas erosionadas como la de los cerros circundantes. Hay 164 especies vegetales en la ciudad de Cúcuta.

#### Fauna

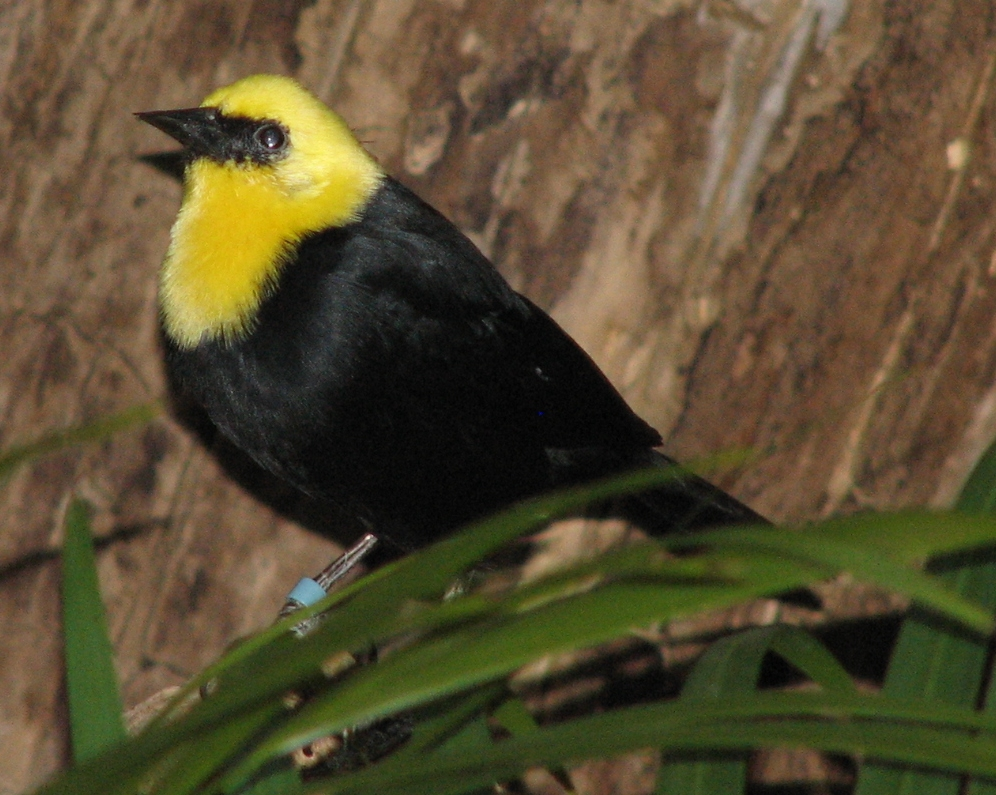
Chrysomus icterocephalus o toche, ave emblemática de la ciudad.

En Cúcuta se registran 34 especies de reptiles agrupadas en 2 órdenes (Squamata y Testudines), 13 familias y 31 géneros.
La familia Colubridae  registra 14 especies, lo que representa el 38% de las especies, siendo la de mayor riqueza de especies reptiles en la ciudad. La familia Gekkonidae, con 4 especies, representa el 11%, mientras que las familias Boidae (3 especies) y Polychrotidae (3 especies) representan cada una el 8% de las especies. La fauna de reptiles de Cúcuta es similar a la de los humedales del departamento de Córdoba y a la del sector de Neguanje, en el PNN Tayrona.

### Problemas ambientales
Invasión de predio

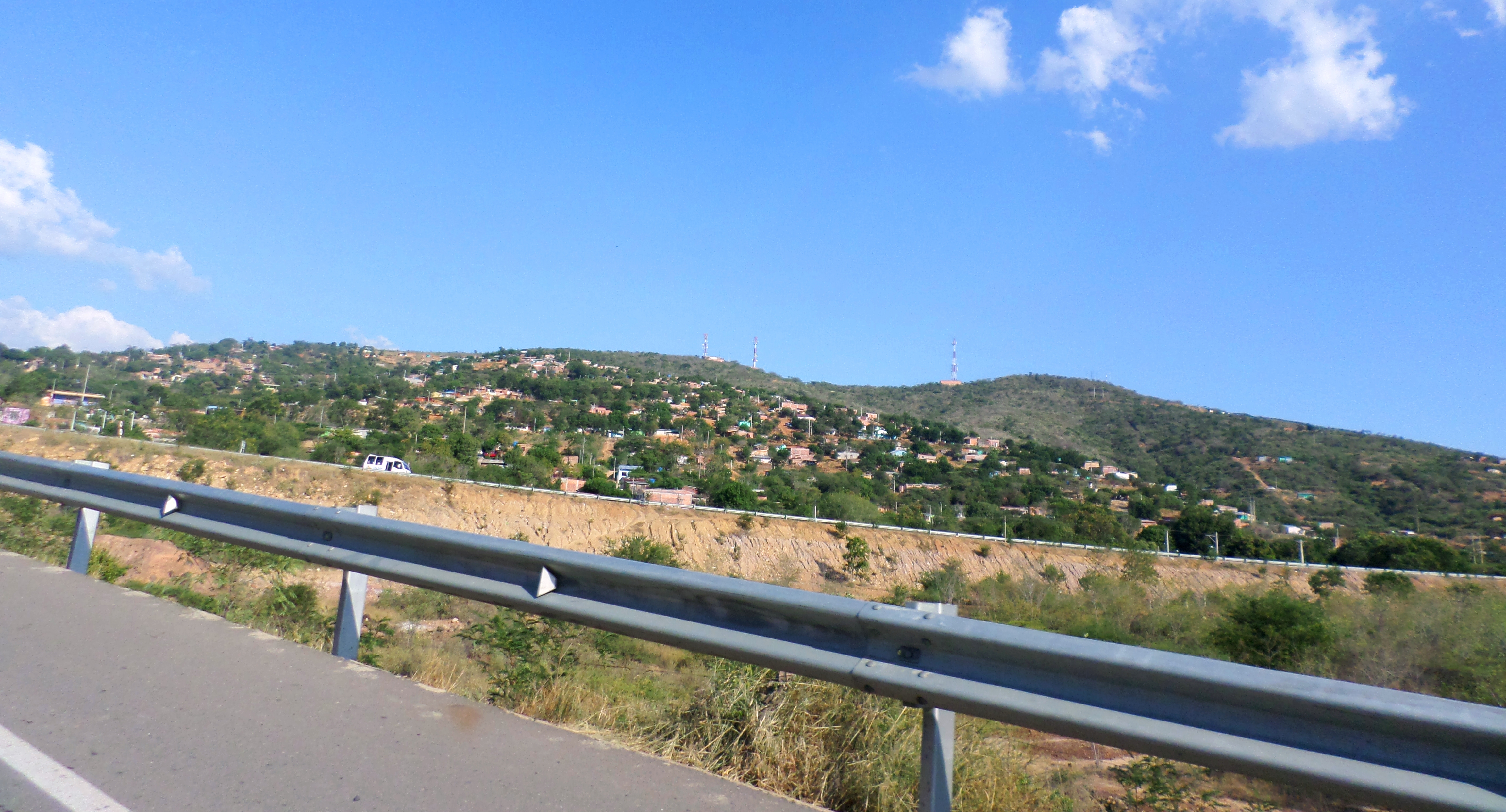
Antonia Santos, Cucuta.

En poco tiempo la ciudad ha experimentado un crecimiento en los límites del área urbana, los asentamientos humanos se ven reflejados en los suburbios que han aparecido debido a la invasión, estos carecen de vías pavimentadas y servicios básicos. Aunque buena parte de la ciudad se formó de esa manera, pues el 70% de sus hogares son fruto de la apropiación ilegal de terreno, en sectores como el anillo vial occidental (oeste de Cúcuta) se ha desbordado la capacidad de las autoridades locales. Fue precisamente la construcción de la vía en 2012, que en 5 años a sus alrededores aparecieron más de 100 invasiones de manera no-sistemáticas que han bloqueado incluso proyectos de construcción legal. El no tener planificación territorial genera problemas de contaminación al aire , a los ríos, el subsuelo y la competitividad ciudadana. la ausencia de un sistema de alcantarillado de aguas lluvias y negras, pone en riesgo no solo a los ríos de la zona, por la gran cantidad de aguas servidas que van a parar de manera directa , sino a los mismos invasores, dadas las filtraciones de agua en los terrenos de pendiente donde se levantaron las construcciones muchas de ella de madera.
 El conflicto armado y la crisis en Venezuela han sido puntos importantes para el aumento de terrenos invadidos.
Tala de árboles
Aunque Cúcuta ha recibidos varios sobre-nombres como "Ciudad Verde" y "Ciudad de los árboles"" en la actualidad, la densidad arbórea, ha sido drásticamente reducida por la tala indiscriminada con el fin de producir carbón vegetal y por construcciones en la ciudad.
Perdida de habita silvestre
Desde 2012 a la actualidad, se han tenido el avistamiento de felinos salvajes en el área metropolitana de Cúcuta . El 17 de octubre de 2012 un ocelote se encontraba deambulando herido en el sector del anillo vial, el 14 de abril de 2013 un tigrillo fue visto en la cima de un árbol, ese mismo mes fue rescatado por la policía ambiental  un puma que se quedó atrapado en un corral para aves. El 10 de septiembre de 2015 un puma cachorro se encontraba en una vivienda que comunica el Carmen de Tonchalá y posteriormente fue llevado al zoológico de Barranquilla. El 20 de octubre de 2015 una onza estaba caminando por calles y entró a un supermercado.
Estas apariciones de animales salvajes se ha debido a la deforestación para ampliar la frontera agrícola, la minería de carbón, la ganadería, la apertura de carreteras y la construcción. El encuentro entre los felinos y los humanos genera polémica porque los animales pierden su hábitat y huyen en busca de alimento que encuentran a disposición en las urbes, pero los humanos sienten temor y rechazo al animal por perdidas económicas para el campesino.

## Clima
Según la clasificación climática de Köppen la ciudad se encuentra en una zona de transición entre el clima tropical de sabana con verano seco As y el semiárido cálido tropical BShx. 
La temperatura del municipio de Cúcuta está determinada por los pisos térmicos que van del frío, pasando por el templado hasta llegar al cálido, en donde está la zona urbana, la cual tiene una temperatura media de 27.6 °C. Las temperaturas más altas oscilan entre 35 y 38 °C y las más bajas oscilan entre 17 y 20 °C. La precipitación media anual es baja-moderada: 904 mm. La temporada de vientos ocurre entre junio y septiembre, con rachas que superan los 70 km/h.
| Parámetros climáticos promedio de Cúcuta 1981–2010 | Parámetros climáticos promedio de Cúcuta 1981–2010 | Parámetros climáticos promedio de Cúcuta 1981–2010 | Parámetros climáticos promedio de Cúcuta 1981–2010 | Parámetros climáticos promedio de Cúcuta 1981–2010 | Parámetros climáticos promedio de Cúcuta 1981–2010 | Parámetros climáticos promedio de Cúcuta 1981–2010 | Parámetros climáticos promedio de Cúcuta 1981–2010 | Parámetros climáticos promedio de Cúcuta 1981–2010 | Parámetros climáticos promedio de Cúcuta 1981–2010 | Parámetros climáticos promedio de Cúcuta 1981–2010 | Parámetros climáticos promedio de Cúcuta 1981–2010 | Parámetros climáticos promedio de Cúcuta 1981–2010 | Parámetros climáticos promedio de Cúcuta 1981–2010 |
| Mes                                                | Ene.                                               | Feb.                                               | Mar.                                               | Abr.                                               | May.                                               | Jun.                                               | Jul.                                               | Ago.                                               | Sep.                                               | Oct.                                               | Nov.                                               | Dic.                                               | Anual                                              |
| -------------------------------------------------- | -------------------------------------------------- | -------------------------------------------------- | -------------------------------------------------- | -------------------------------------------------- | -------------------------------------------------- | -------------------------------------------------- | -------------------------------------------------- | -------------------------------------------------- | -------------------------------------------------- | -------------------------------------------------- | -------------------------------------------------- | -------------------------------------------------- | -------------------------------------------------- |
| Temp. máx. abs. (°C)                               | 38.5                                               | 38.5                                               | 39.0                                               | 40.5                                               | 41.0                                               | 40.5                                               | 41.0                                               | 42.5                                               | 42.5                                               | 39.6                                               | 38.0                                               | 40.5                                               | 42.5                                               |
| Temp. máx. media (°C)                              | 30.3                                               | 30.8                                               | 31.1                                               | 31.5                                               | 32.8                                               | 32.9                                               | 33.0                                               | 33.9                                               | 34.0                                               | 32.7                                               | 31.2                                               | 30.1                                               | 32.0                                               |
| Temp. media (°C)                                   | 25.8                                               | 26.3                                               | 26.7                                               | 27.0                                               | 27.8                                               | 28.1                                               | 28.0                                               | 28.5                                               | 28.4                                               | 27.4                                               | 26.5                                               | 25.8                                               | 27.2                                               |
| Temp. mín. media (°C)                              | 21.3                                               | 21.8                                               | 22.3                                               | 22.7                                               | 23.4                                               | 23.9                                               | 23.6                                               | 23.7                                               | 23.3                                               | 22.7                                               | 22.4                                               | 21.7                                               | 22.7                                               |
| Temp. mín. abs. (°C)                               | 16.6                                               | 16.0                                               | 18.0                                               | 18.0                                               | 18.0                                               | 17.4                                               | 18.4                                               | 18.0                                               | 18.6                                               | 18.0                                               | 17.6                                               | 16.8                                               | 16.0                                               |
| Precipitación total (mm)                           | 51.2                                               | 42.8                                               | 68.3                                               | 114.1                                              | 85.0                                               | 40.2                                               | 39.2                                               | 45.9                                               | 68.2                                               | 137.6                                              | 131.7                                              | 80.1                                               | 904.2                                              |
| Días de precipitaciones (≥ )                       | 7                                                  | 7                                                  | 9                                                  | 11                                                 | 13                                                 | 13                                                 | 15                                                 | 12                                                 | 13                                                 | 15                                                 | 13                                                 | 10                                                 | 137                                                |
| Horas de sol                                       | 231.5                                              | 209.5                                              | 215.9                                              | 214.0                                              | 219.8                                              | 220.0                                              | 234.6                                              | 227.0                                              | 231.0                                              | 225.3                                              | 209.0                                              | 215.3                                              | 2228.9                                             |
| Humedad relativa (%)                               | 76                                                 | 74                                                 | 75                                                 | 76                                                 | 71                                                 | 64                                                 | 62                                                 | 61                                                 | 65                                                 | 72                                                 | 78                                                 | 79                                                 | 71                                                 |
| Fuente: Ideam                                      |                                                    |                                                    |                                                    |                                                    |                                                    |                                                    |                                                    |                                                    |                                                    |                                                    |                                                    |                                                    |                                                    |

## Transporte

### Terrestre

#### Nacional

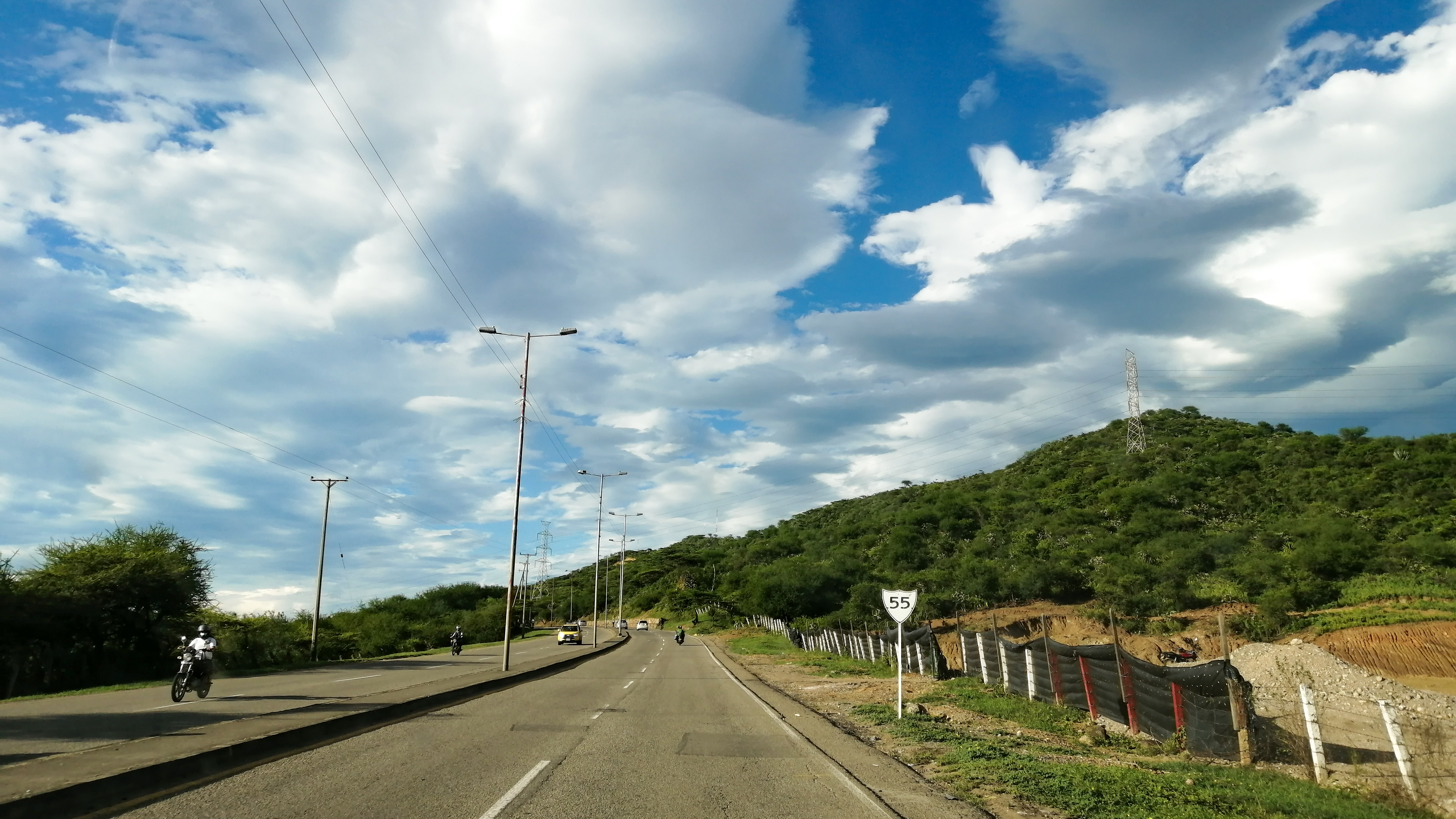
Troncal Central del Norte, sección Los Patios-Cúcuta

La ciudad se encuentra conectada al resto del país por medio de dos rutas primarias, las cuales son la Ruta 55 y la Ruta 70. Así mismo, cuenta con diferentes variantes que la conectan con los diferentes puntos fronterizos del departamento, como Puerto Santander, La China y los puentes internacionales Simón Bolívar y Francisco de Paula Santander.
La Ruta 55, también denominada como Troncal Central del Norte, comprende el tramo entre Bogotá y la frontera de Puerto Santander con Venezuela. Es la conexión más importante, ya que le permite a Cúcuta conectarse con la capital y, virtualmente, con el resto de las rutas de la región andina.
La Ruta 70  comprende el tramo entre el Puente Internacional Simón Bolívar y Aguachica, atravesando la región de Ocaña. Esta ruta cruza con la Troncal del Magdalena, lo que le permite a la ciudad conectarse con la región Caribe y sus capitales.
Debido al mal estado del tramo La Palmera-Presidente, en medio de la región del Páramo del Almorzadero, de la Troncal Central del Norte, una alternativa común para llegar a Bogotá es el desvío desde el cruce entre las rutas 55 y 66 en Pamplona hasta Bucaramanga, donde se toma la ruta 45A para llegar a la capital.

#### Urbano

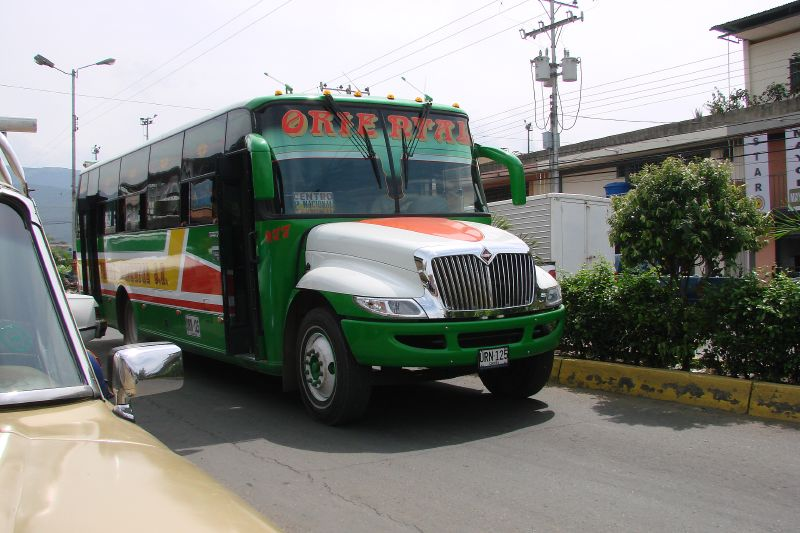
Transporte popular fronterizo.

Los principales medios de transporte urbano, por su parte, son colectivos (o busetas) y taxis de empresas particulares autorizadas por el poder municipal, tales como Transportes Puerto Santander S.A (TraSan), Transporte Guasimales (TransGuasimales), Cooperativa de Transportadores del Oriente (CoopTransOriente), Radio Taxi Internacional Ltda. (R.T.I.), entre otras.
En 2007, el Departamento Nacional de Planeación concibió un proyecto de  sistema de transporte masivo para la ciudad, en reemplazo del viejo sistema de transporte regido por empresas particulares, bajo el nombre de Metrobús, pero nunca llegó a concretarse.
En 2022 se está llevando a cabo el plan maestro de movilidad de Cúcuta con el objetivo de mejorar la movilidad en la ciudad que tendrá un plazo de 11 meses en el que se podría establecer un sistema de transporte masivo en la ciudad.[cita requerida]

##### Terminal de Transporte

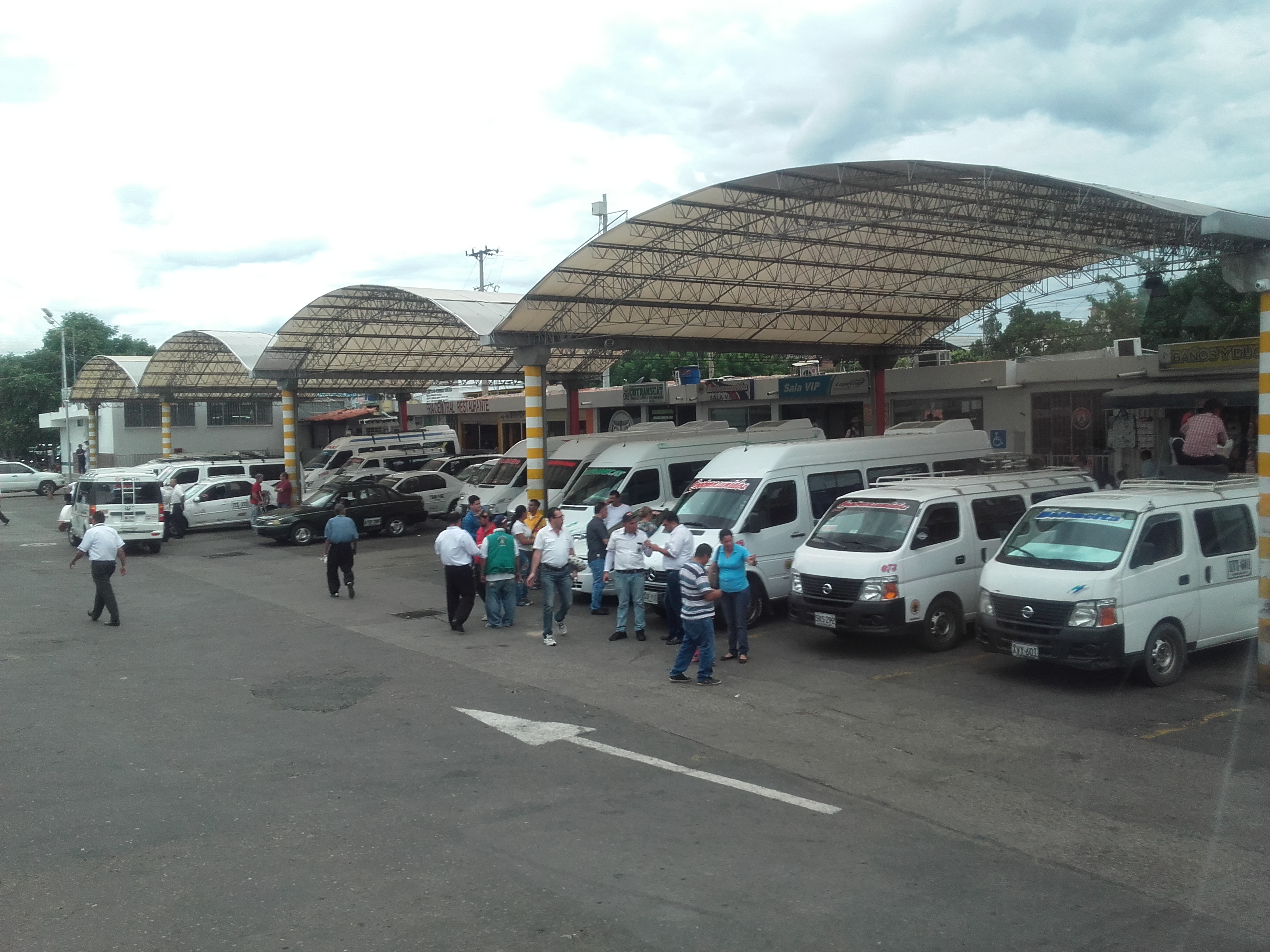
Terminal de transportes de Cúcuta.

La ciudad cuenta con una terminal de transporte, planeada en 1961 y finalizada en 1967, siendo una de las primeras ciudades de Colombia que, en su tiempo, contó con una terminal de transporte de pasajeros. Sin embargo, en la actualidad la terminal sufre de importantes deficiencias de mantenimiento y flujo de tráfico por su ubicación, que han motivado proyectos de renovación o reemplazo.
En 2002, el Consejo de Cúcuta autorizó un crédito de 300 millones de pesos para la construcción de una nueva terminal de transporte que pudiera suplir los nuevos requerimientos de transporte de la ciudad, cuya inversión proyectada para ese entonces era de 8.000 millones de pesos. La obra, sin embargo, se paralizó en 2012 y, con una inversión hasta el año de 2017 estimada en 30.000 millones de pesos y un detrimento patrimonial de 5.000 millones de pesos, se convirtió en un elefante blanco que nunca se finalizó. En 2019, la DIAN anunció una pronta acción de remate del lote asignado por un valor mucho menor al que requirió en su tiempo.

### Aéreo

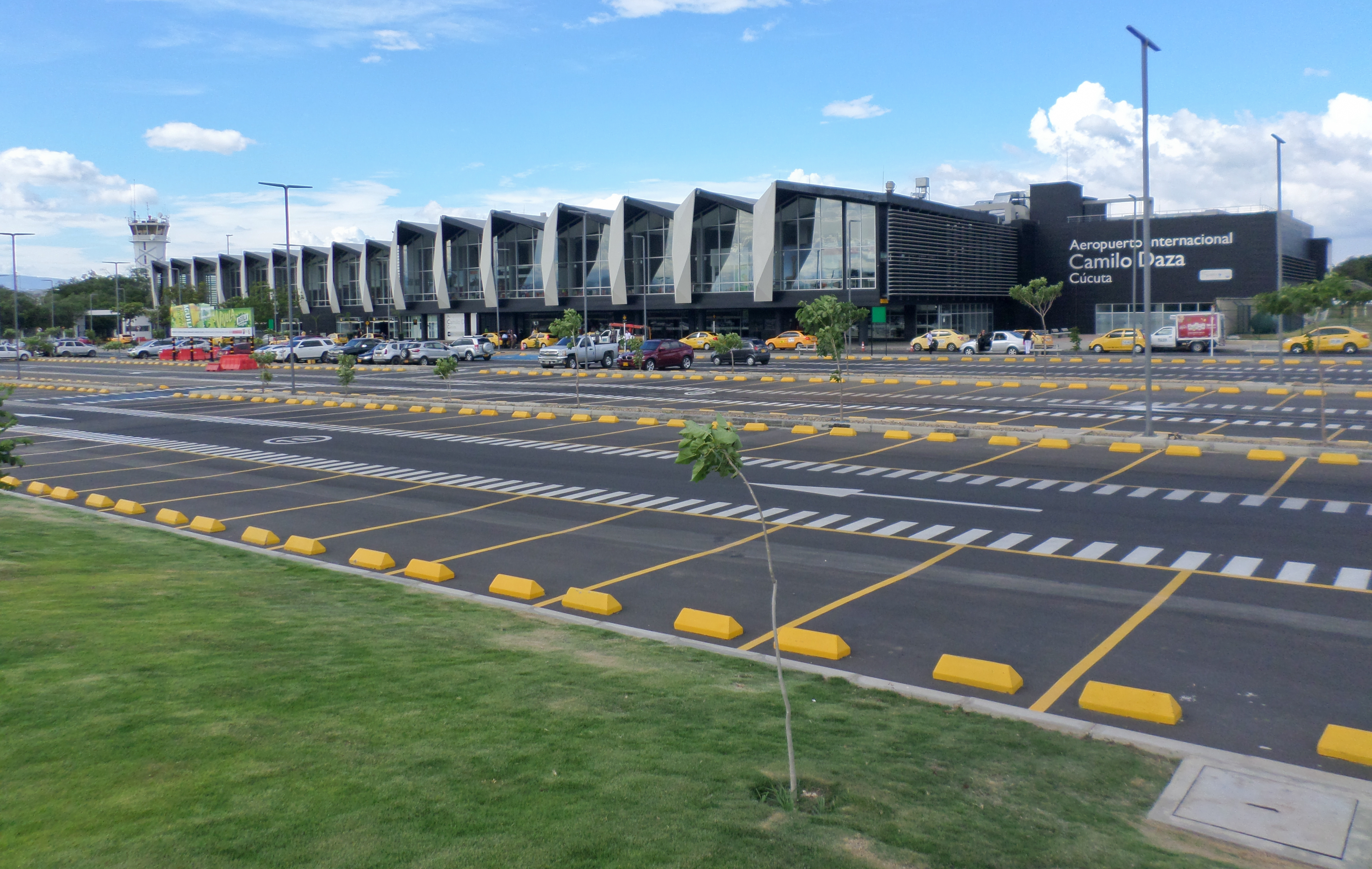
Aeropuerto Camilo Daza.

Cúcuta cuenta con el Aeropuerto Internacional Camilo Daza, el cual fue inaugurado el 10 de octubre de 1971 por el entonces presidente de la República, Misael Pastrana Borrero. Su nombre hace homenaje al precursor de la aviación, Camilo Daza.
En 2014 el aeropuerto movilizó casi 1 000 000 pasajeros. Posee rutas directas y sin escalas en el ámbito nacional hacia Bogotá, Medellín, Arauca, Barranquilla, Cartagena y Bucaramanga. En el 2005 la Aeronáutica Civil de Colombia anunció una renovación del aeropuerto.
El 26 de abril de 2019 se concluyeron los trabajos de expansión del aeropuerto realizados por el Ministerio de Transporte y la Agencia Nacional de Infraestructura, donde su principal objetivo era la remodelación de la fachada, ampliando el edificio en 3945 m² para salidas nacionales e internacionales, así mismo la construcción de 2 edificios de la Aerocivil.

## Economía

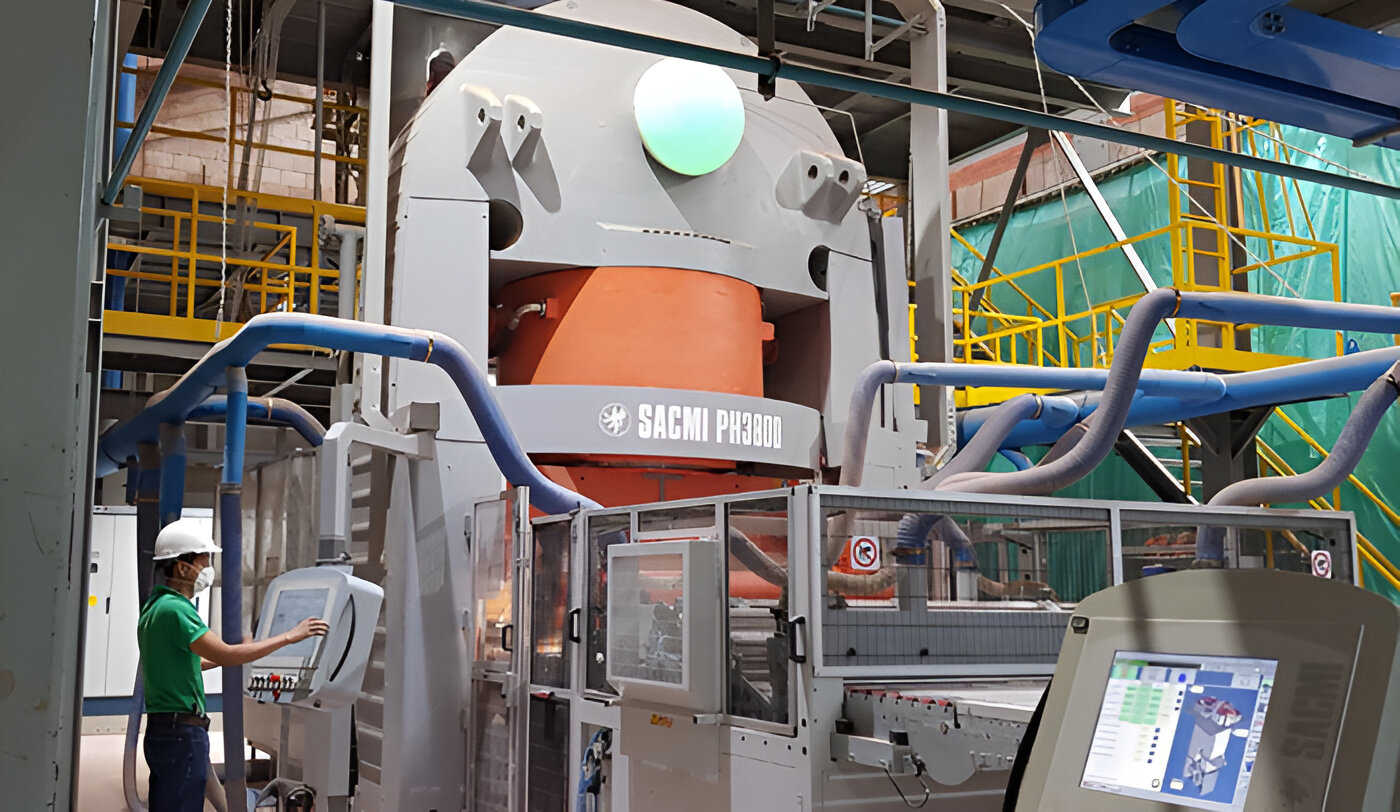
Planta de "Cerámica Italia", la empresa industrial más grande de Cúcuta.

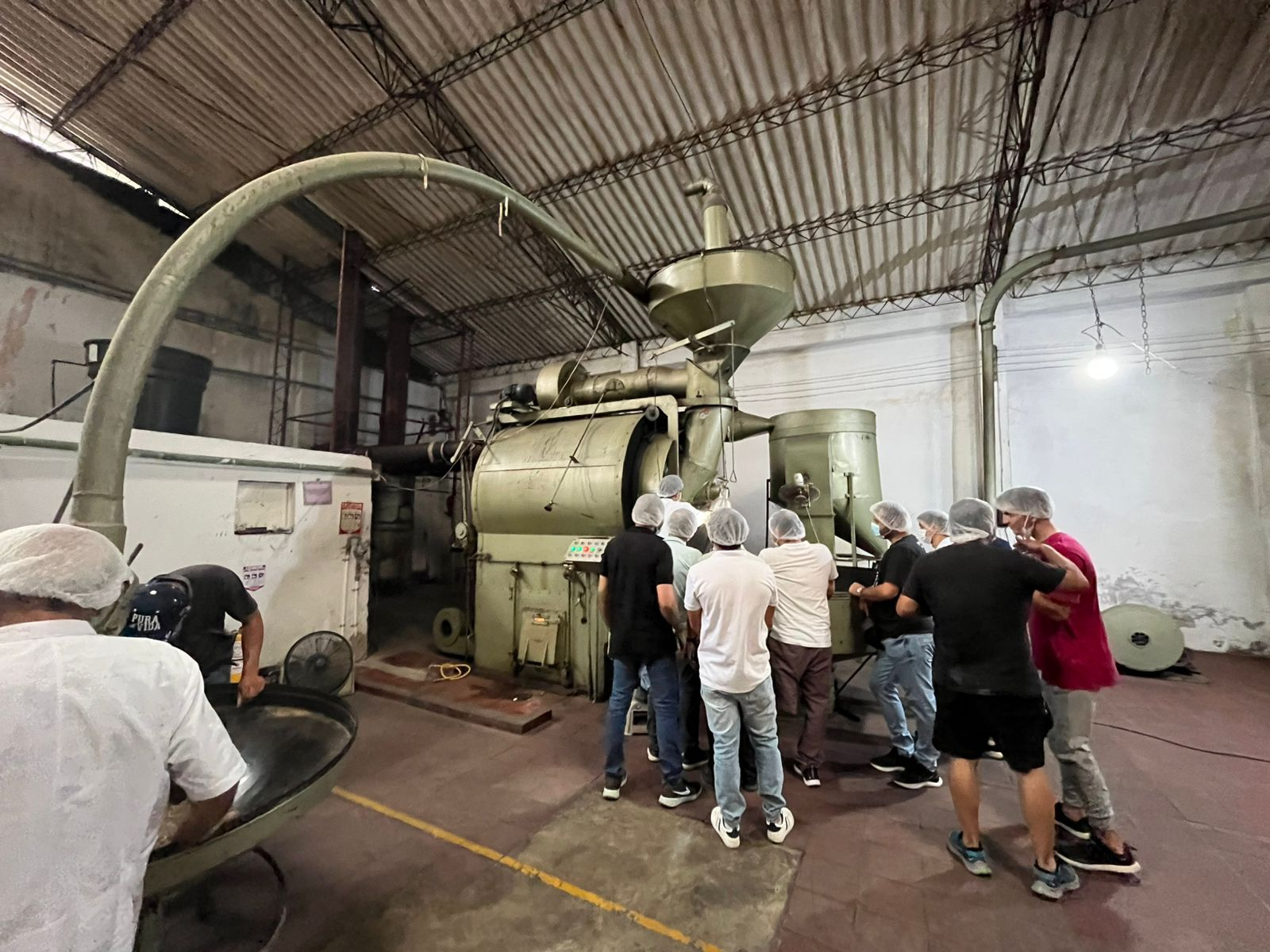
Máquina de tostión de café de la empresa "Café Frontera" en Cúcuta.

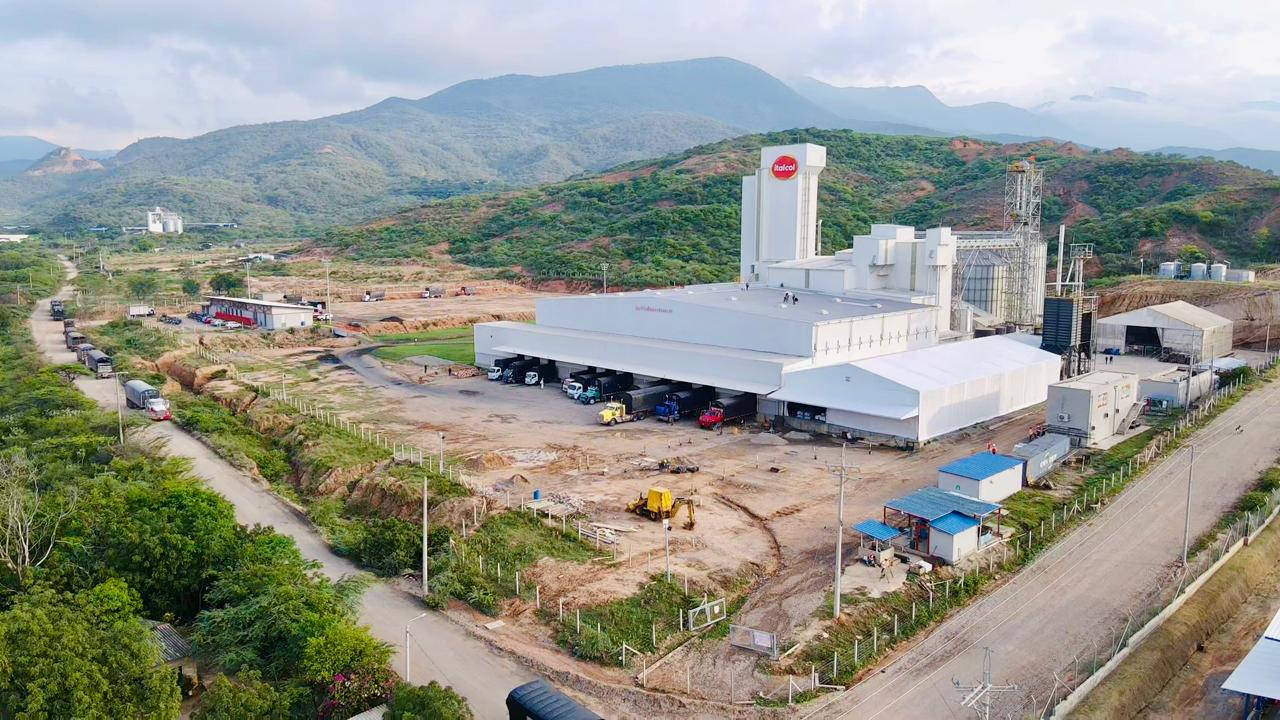
Planta de Italcol, empresa que fabrica concentrados para animales, materias primas y premezclas, en el Área Metropolitana de Cúcuta

La ciudad se destaca por el comercio binacional. Su localización en la zona limítrofe entre Colombia y Venezuela ha permitido que existan fuertes vínculos con la ciudad venezolana de San Cristóbal, con un sostenido comercio fronterizo.
Su Zona Franca es una de las más activas del país y de toda América Latina, debido en gran parte a que Venezuela es el segundo socio comercial de Colombia.
Las industrias más desarrolladas son aquellas relacionadas con la construcción, específicamente las que producen cemento, ladrillos, arcilla y cerámica. La ciudad es un distrito minero, por lo que esta actividad ocupa un lugar privilegiado en la economía. Las características físicas de los minerales, especialmente del carbón (con niveles bajos en azufre y humedad), lo hacen atractivo en el mercado.También son importantes las industrias de textiles, calzado, marroquinería y la agrícola, relacionadas especialmente con el café, el arroz y los productos lácteos.
La divisa oficial en Colombia es el peso y por ende es la de circulación oficial; sin embargo y debido a su proximidad con Venezuela el bolívar es aceptado por la gran mayoría de establecimientos comerciales. Debido a la crisis economía en la vecina Venezuela, el país se dolariza a pasos y Cúcuta es el centro de abastos de la frontera llegando gran cantidad de dólares.
Zona económica

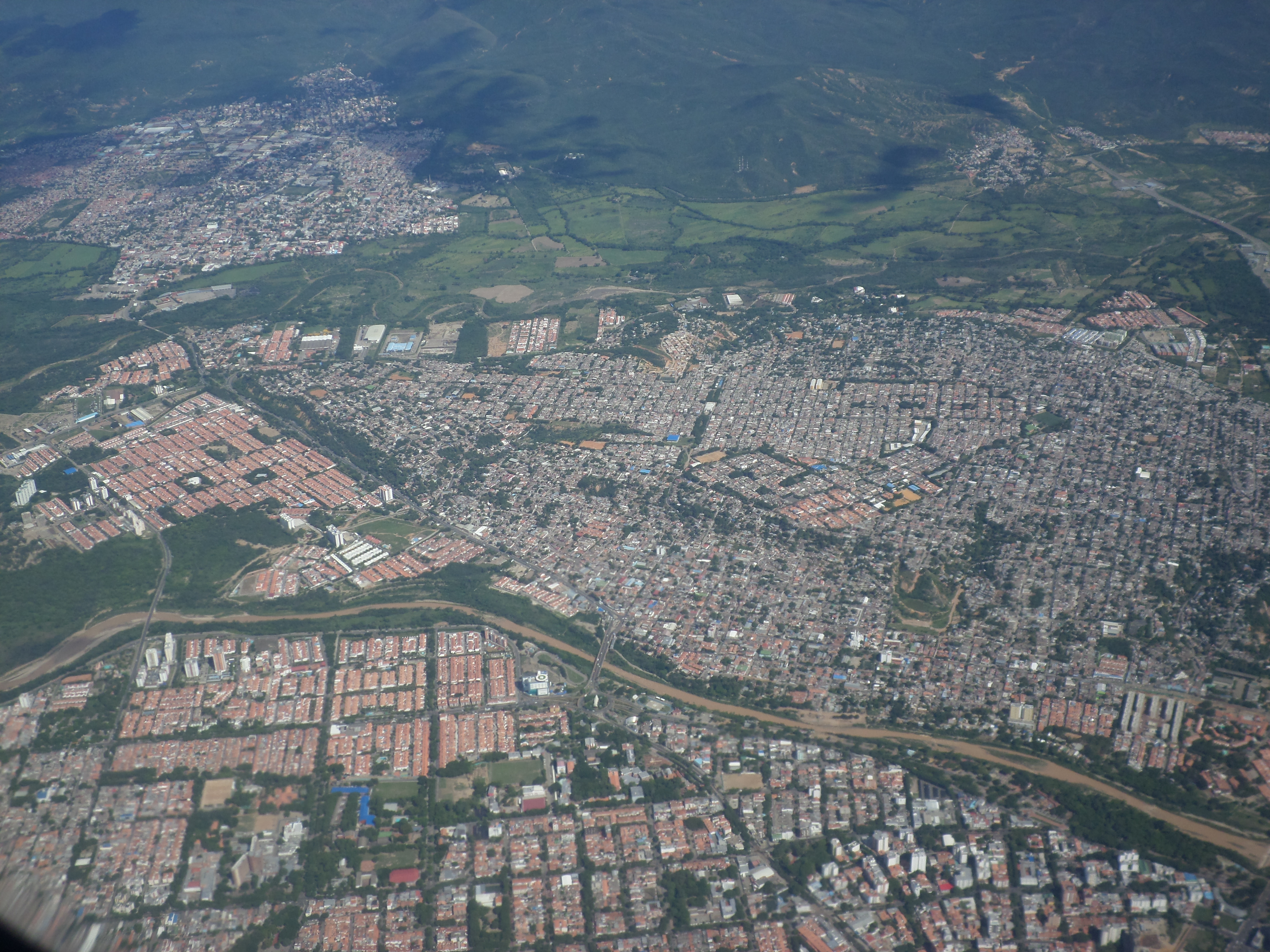
Frontera colombo-venezolana

En diciembre de 2019 por decreto presidencial  se crean en Colombia las Zonas especiales y sociales económicas (ZESE) , las cuales son áreas geográficamente delimitadas ubicadas en Norte de Santander, La Guajira y Arauca, fronterizos con Venezuela, y las ciudades de Armenia y Quibdó. Este programa pretende establecer un régimen especial en materia tributaria con el fin de atraer inversión nacional y extranjera en sectores como comercio, industria y actividades agropecuarias. Dentro de los beneficios que ofrecerán a los inverisionistas las Zese está la posibilidad de acceder a una tarifa del 0% en renta por los primeros cinco años y a una reducción del 50% de la tarifa general de renta en los cinco años siguientes.

## Infraestructura

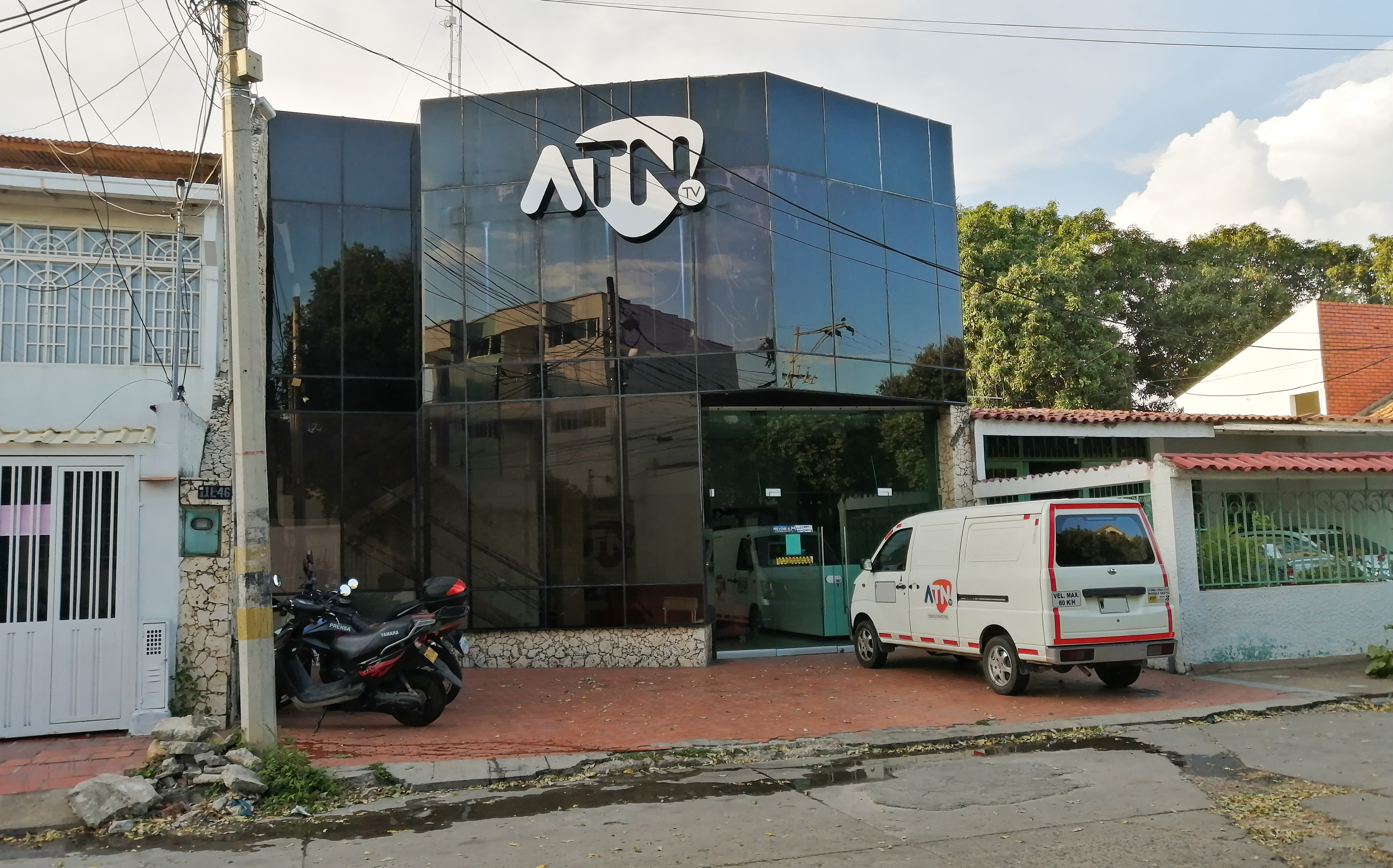
Sede de ATN Televisión.

### Telecomunicaciones
Cúcuta cuenta con servicios de telecomunicaciones modernos: telefonía fija (más de 100 000 líneas instaladas) y celular, redes inalámbricas de banda ancha, cibercafés y comunicación IP. Las principales empresas en este sector son Claro, Telefónica Movistar y UNE.

#### Telefonía fija, móvil e Internet
El servicio de telefonía fija lo prestan las empresas Movistar, Tigo y Claro. El servicio de telefonía móvil lo prestan todos los operadores de telefonía móvil del país con una cobertura del 100%, incluyendo los municipios del área metropolitana. Claro, Tigo, Movistar y Tigo ofrecen conexiones de datos 3G desde 2008. Igualmente, los tres operadores cuentan con tecnología GSM. La empresa Avantel, funciona en la ciudad ofreciendo el servicio de trunking.
Telefonía fija

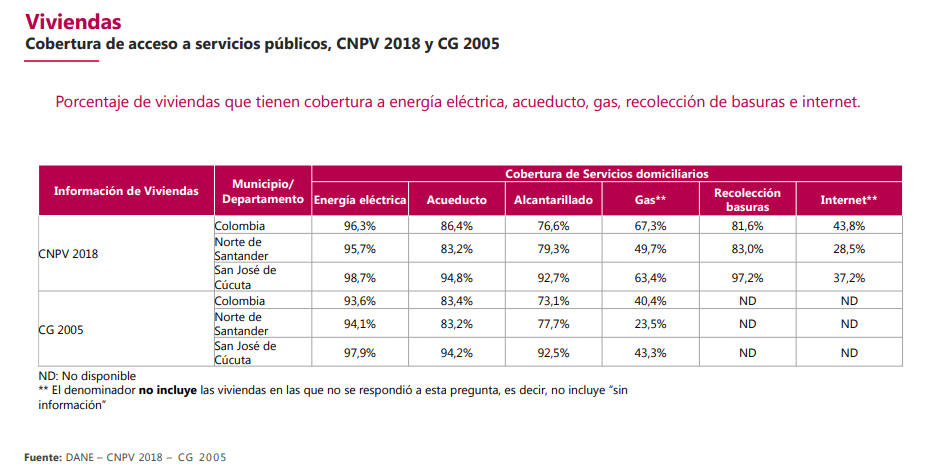
Porcentaje de servicios públicos con los que cuenta las viviendas en Cúcuta.

Cúcuta fue la primera ciudad en Colombia y una de las primeras en el mundo en contar con el servicio de telefonía fija. Hay tres operadores de telefonía fija en la ciudad: Movistar, Claro y Tigo. El uso de la telefonía fija es muy bajo, dando paso a la telefonía móvil que cuenta con más usuarios que la telefonía fija, fenómeno que se presenta en el resto del país.

#### Medios de comunicación
Existen varios canales de televisión en señal abierta, uno regional: Canal TRO y cinco canales nacionales: los 3 privados Caracol Televisión, Canal RCN y Canal 1, y los 2 públicos , Canal Institucional y Señal Colombia. El cableoperador Claro cuenta con un canal propio en el área metropolitana llamado Tu Kanal.
En la ciudad están establecidas más de 20 emisoras de radio en AM y FM, tanto de cobertura local como nacional, de las cuales la mayoría pertenecen a las cadenas radiales RCN Radio y Caracol Radio, aunque hay otras emisoras independientes de sintonía nacional como las de la Olímpica. También figura UFPS Radio, emisora de la Universidad Francisco de Paula Santander, y Radio San José, propiedad de la Universidad de Pamplona. La Policía Nacional y el Ejército tienen emisoras en la ciudad. 
El diario local de la ciudad es La Opinión, también circulan diarios nacionales como El Tiempo y el El Espectador.

### Acueducto y alcantarillado
Aguas Kpital Cúcuta E.S.P. es responsable por el servicio de provisión de agua y alcantarillado. El abastecimiento se realiza utilizando agua de los ríos Pamplonita y Zulia que según el director ambiental local la ciudad tiene agua para 30 años. La distribución se realiza mediante la denominada red alta que es abastecida por gravedad, y la red baja que posee un sistema de bombeo.

### Energía
Cens

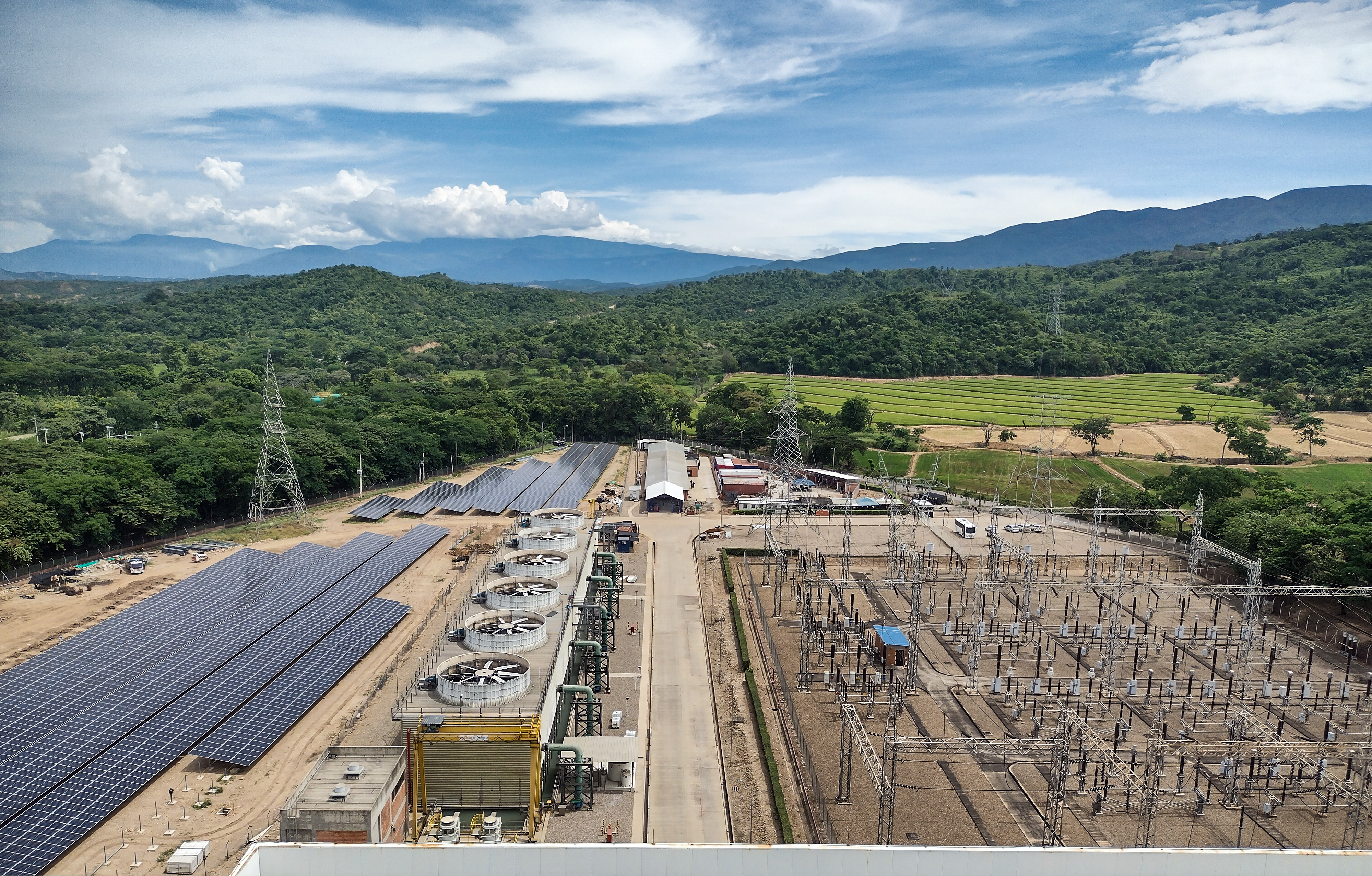
Termotasajero, empresa generadora y comercializadora de energía eléctrica

Centrales Eléctricas de Norte de Santander (CENS) atiende la demanda de energía eléctrica de la ciudad, de los municipios de la conurbación, del departamento Norte de Santander y de la región sureña del departamento del Cesar. Además exporta energía al estado venezolano de Táchira. CENS es propietaria de la infraestructura de distribución y de todas las subestaciones. La calificadora de riesgo Fitch Ratings Colombia le ha otorgado a Cens la nota triple A en varias ocasiones.
Termotasajero
En la década de 1970, Colombia se enfrentaba a una profunda  crisis energética debido a fenómenos climáticos, para hacer frente a la demanda en la región, el gobierno nacional a cargo de sus entidades, CENS y el Instituto colombiano de energía eléctrica (ICEL) se planteó la idea de una Central termoeléctrica en Norte de Santander. Esta generadora eléctrica se empezó a construir a 20 km del centro de Cúcuta (San Cayetano) a orillas del río Zulia para garantizar el agua necesaria de enfriar los sistemas de la central y por sus cercanías a varias minas de carbón. Luego de tres años de construcción  y con una inversión total de USD 107,7 millones se inaugura la Central Termoeléctrica Tasajero. En un principio, la empresa estaba bajo el ICEL y en 1987 pasó a CENS. En 1992 CENS hace un contrato de arrendamiento y a la Termotasajero se le otorgan los permisos para comercializar la energía. En 1996 la empresa pasa a formar parte del Grupo Termotasajero siendo la empresa Termotasajero su único activo. Desde 2006, la empresa es una subsidiaria del grupo Inversiones Termotasajero formado por pensiones Protección, Porvenir, Citi-Colfondos y Skandia, cuya matriz es Colgener, empresa colombiana constituida en 2007 de inversión  que opera principalmente en el sector de corretaje.

### Gas
Muchos sectores de la ciudad disponen de redes de tuberías por las que se distribuye gas natural. mediante ellos la empresa Gases del Oriente, provee servicio de gas a 56.000 clientes. El gas también se comercializa en cilindros por la empresa Norgas, modalidad que cuenta con 60.000 usuarios. Las dos cifras suman 116.000 y al restarlas de los 140.000 predios que conforman el área de la capital, arroja que aproximadamente 24.000 están por fuera de ambos servicios.
Para combatir el contrabando de gas desde Venezuela, el gas tiene un valor que es un 14% menor que en el resto del país.

### Malla vial urbana
Según el Plan de Ordenamiento Territorial de la ciudad, la malla vial de la ciudad está compuesta por la infraestructura vial principal y la infraestructura vial alternativa. esta última a su vez  compuesta por la infraestructura peatonal y la infraestructura para uso de bicicleta. De acuerdo con estos parámetros, la malla vial esta clasificada bajo tres etiquetas principales: arterial, zonal y barrial.
| Tipo     | Descripción | Perfiles viales |
| -------- | --- | --- |
| Arterial | La malla vial arterial corresponde a la estructura del área urbana que por sus características y funcionalidad conecta los diferentes sectores de la ciudad y la región. Su función fundamental es la circulación de altos volúmenes de tránsito a una mayor velocidad, y soportar los desplazamientos de los vehículos de carga de mayor tamaño. Para poder denominarse malla vial arterial las vías deben contar con anchos de 30 metros a 80 metros. | - VT1 – Arterial con canal - VT1 - Arterial con Canal y Cicloruta - VT2 – Arterial - VT2 – Arterial con canal - VT2 – Arterial con Cicloruta - VT2 – Arterial con canal y Cicloruta |
| Zonal    | La malla vial zonal es la red que articula la malla vial arterial para permitir el acceso a escala zonal, sirve como alternativa de circulación y está conformada por perfiles viales (VT3) que incluyen carriles mixtos. Estas vías cuentan con anchos de 16 metros a 30 metros y está conformada por separador, andenes, Cicloruta y control ambiental.                                                                                               | - VT3 – Zonal - VT3 – Zonal con Cicloruta |
| Barrial  | La malla vial barrial permite la conexión de la ciudad con la malla vial arterial y zonal, comprende corredores importantes conectando a los barrios y urbanizaciones de la ciudad, permitiendo la facilidad del tránsito vehicular. Cuenta con una menor escala y está conformada por perfiles viales (VT4) que comprende anchos de 6 metros hasta 16 metros. Incluye carriles mixtos, separador, andenes y ciclo ruta.                                | - VT4 – Vecinal - VT4 – Vecinal con ciclo ruta |

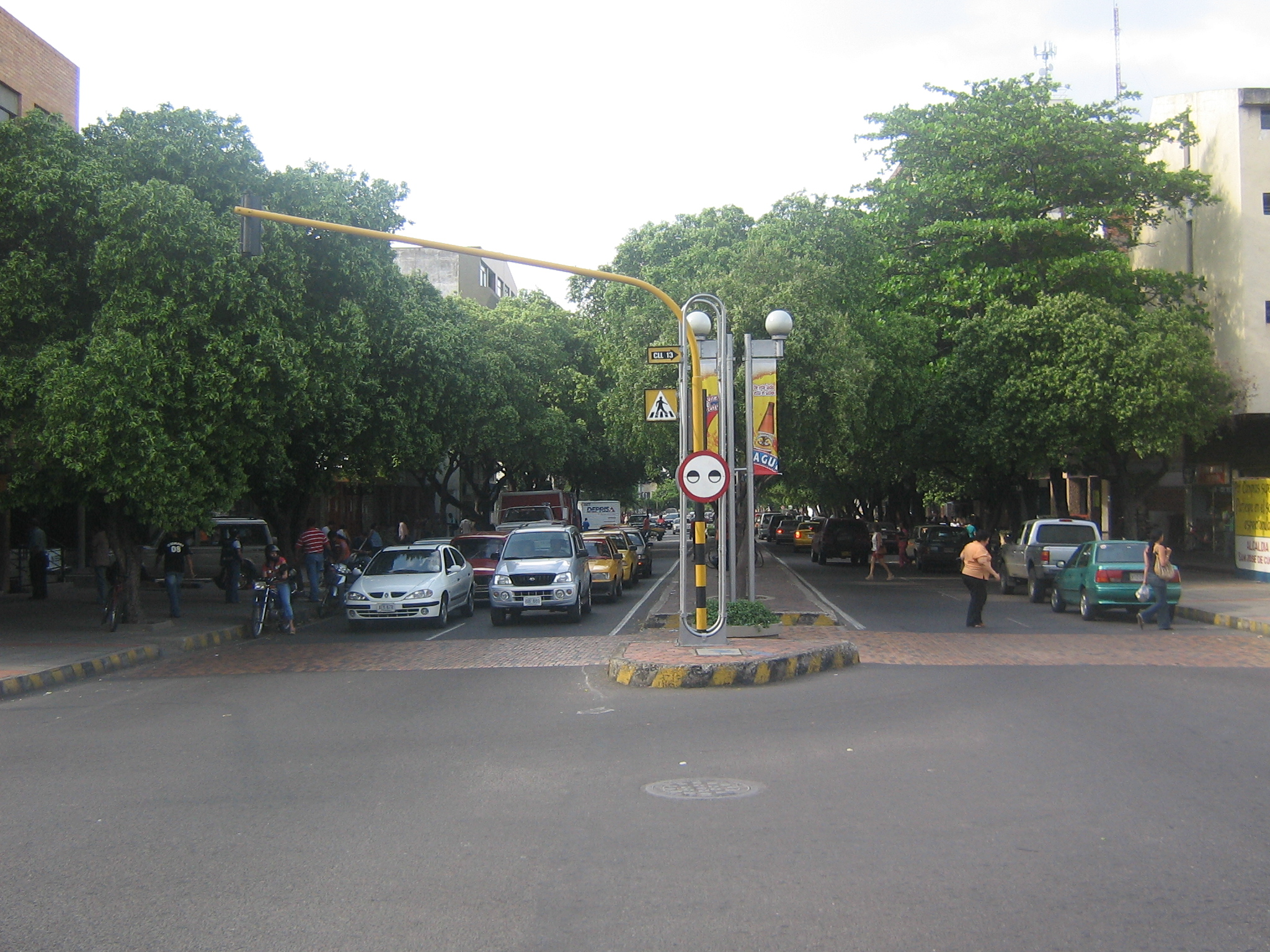
Avenida Cero
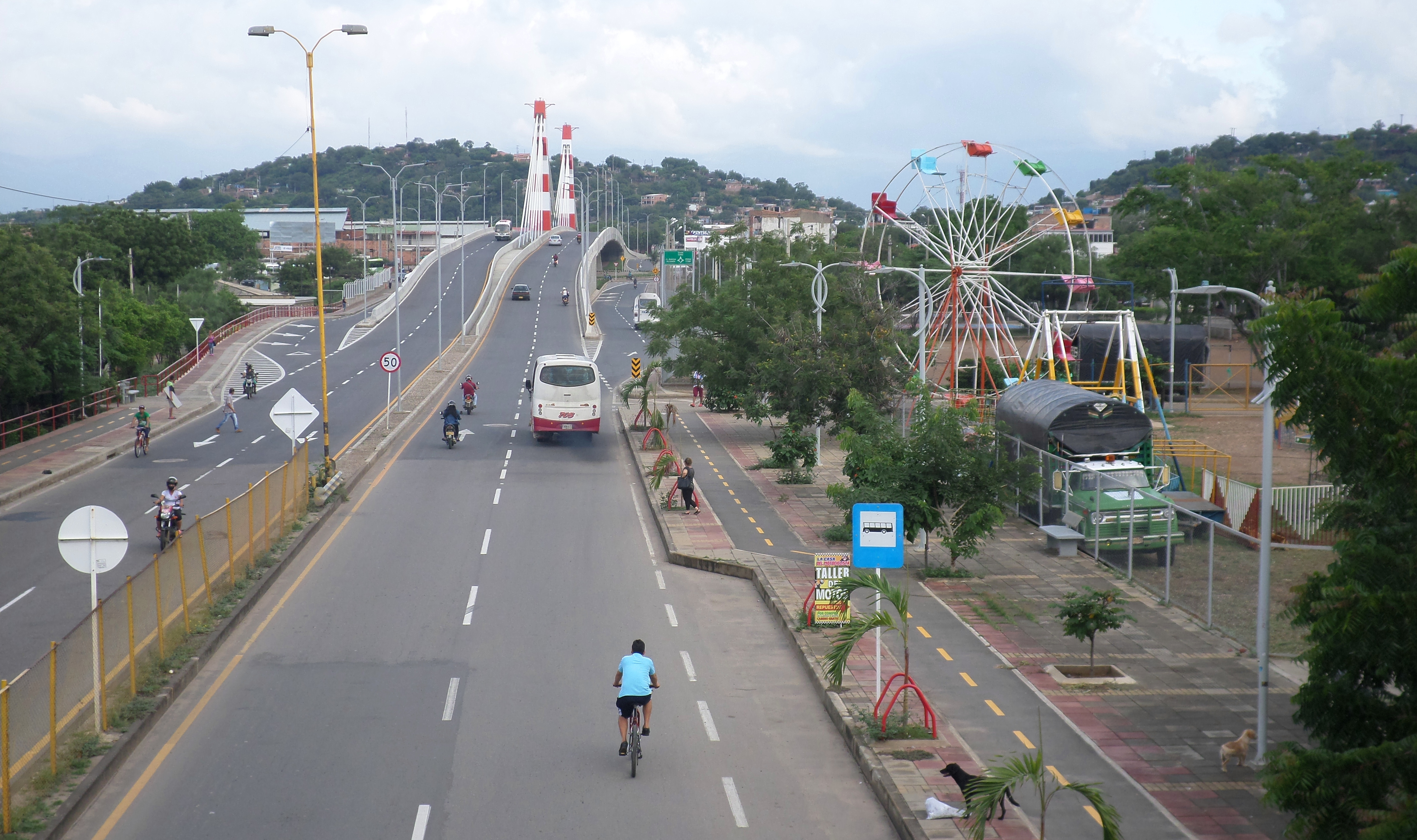
Autopista de Atalaya a la altura del intercambiador
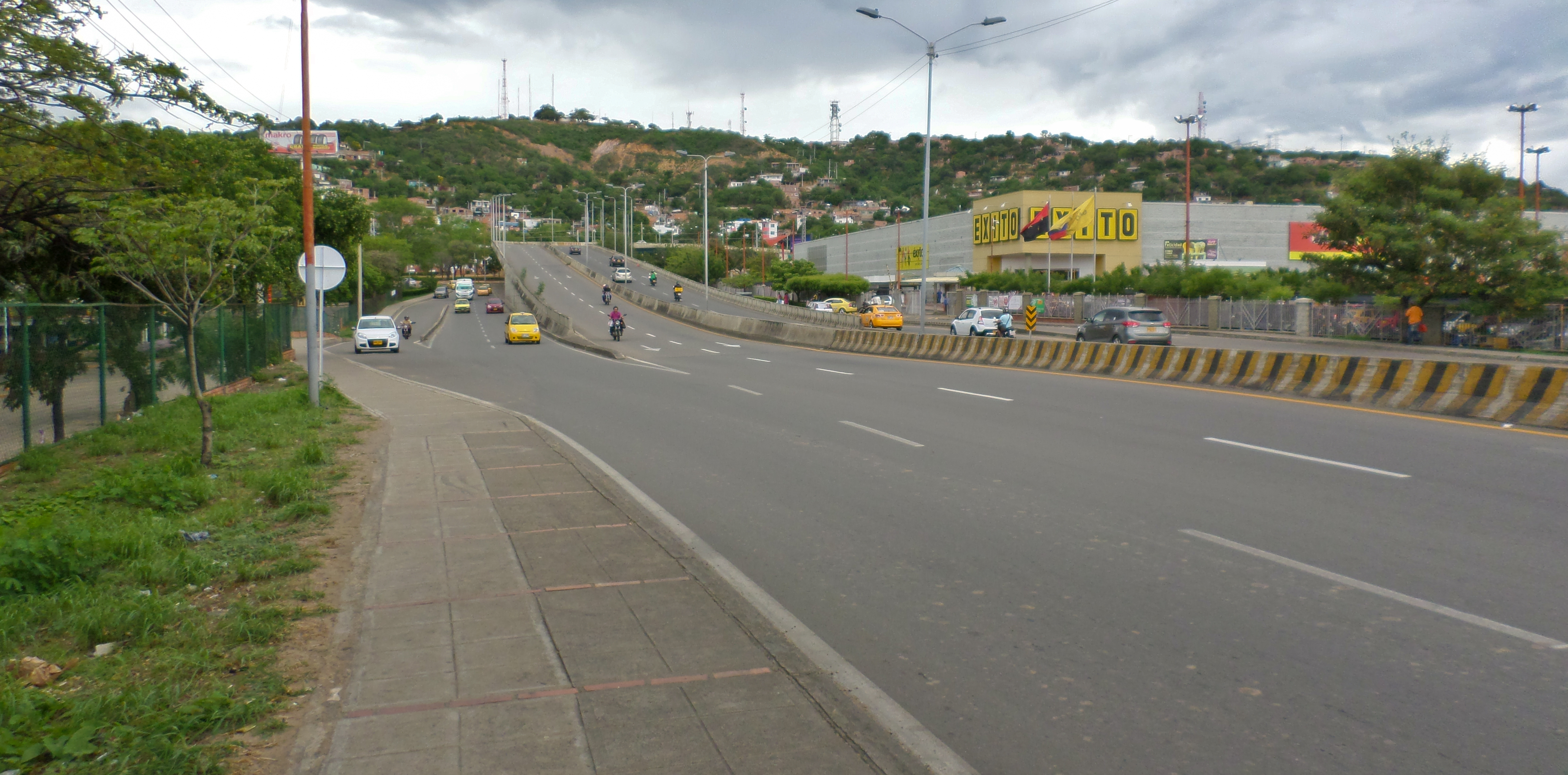
Diagonal Santander
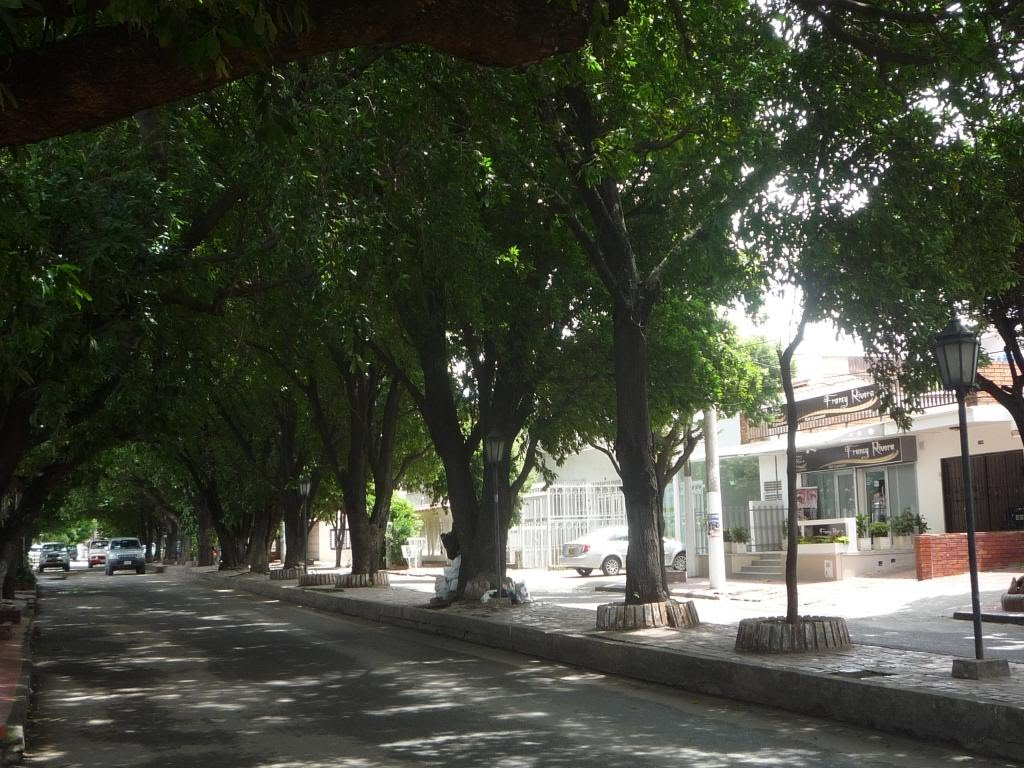
Avenida Los Faroles
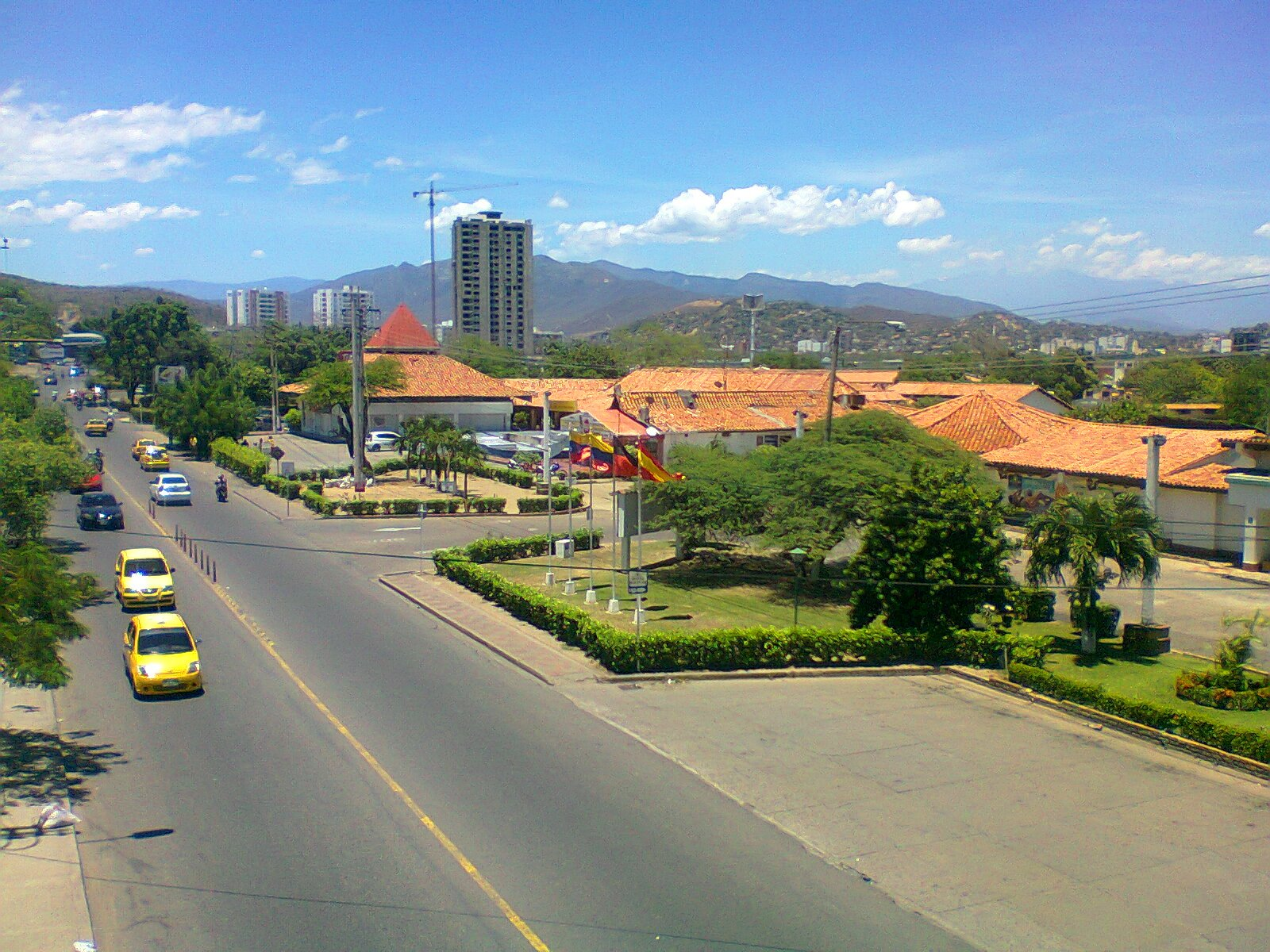
Avenida Demetrio Mendoza

## Salud

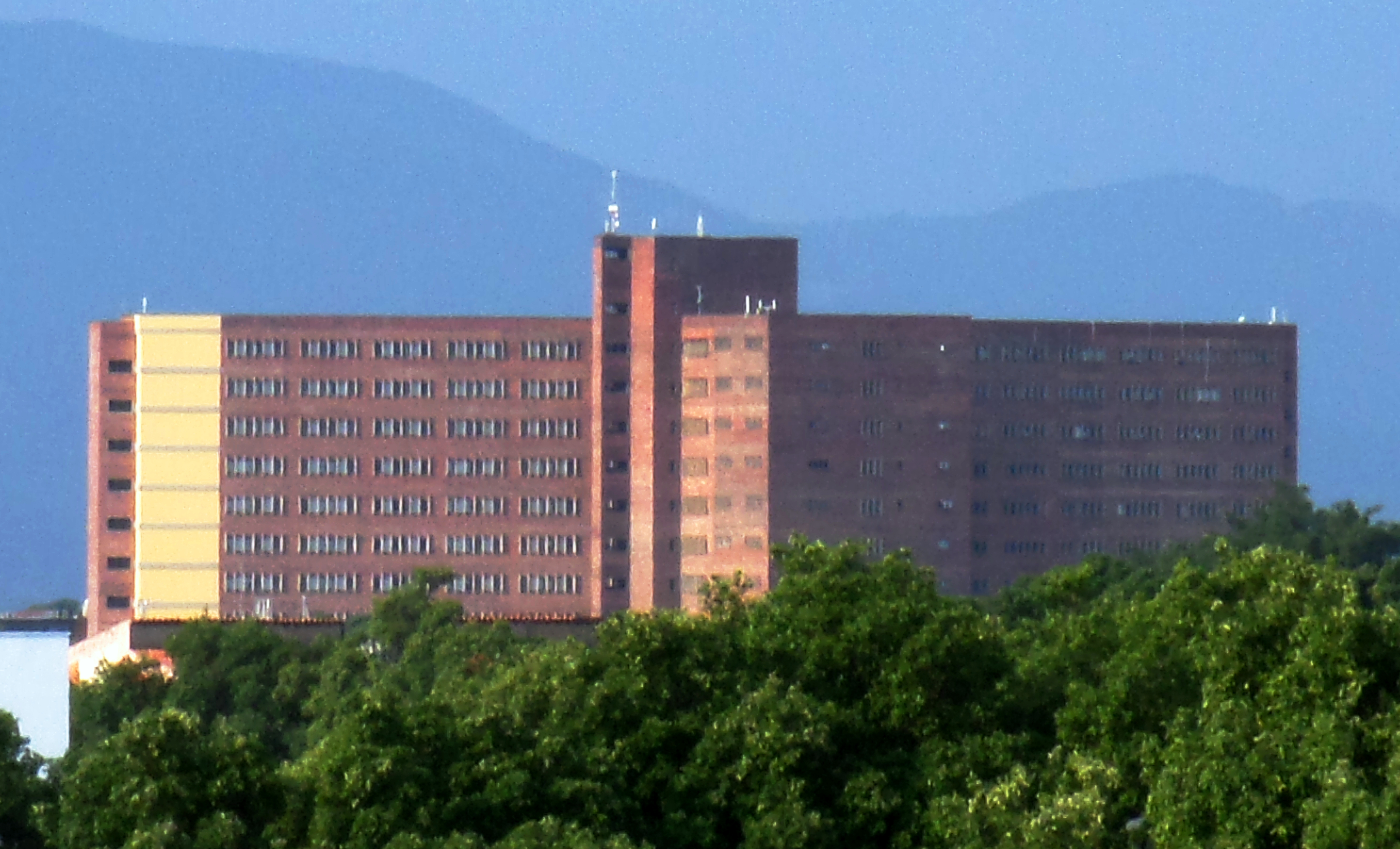
Hospital Universitario Erasmo Meoz, principal centro médico de la ciudad.

La Ley 100 de 1993 es la que rige la salud en Colombia, que es regulada por el Ministerio de Salud y la Protección Social. En Cúcuta y Norte de Santander, la salud es administrada por el Instituto Municipal de Salud (IMSALUD) y el Instituto Departamental de Salud, respectivamente. Entidades como la Cruz Roja Colombiana, la Defensa Civil colombiana (emergencias, calamidades y desastres de origen natural) y el Bienestar familiar (ICBF), forman parte del sistema de protección social.

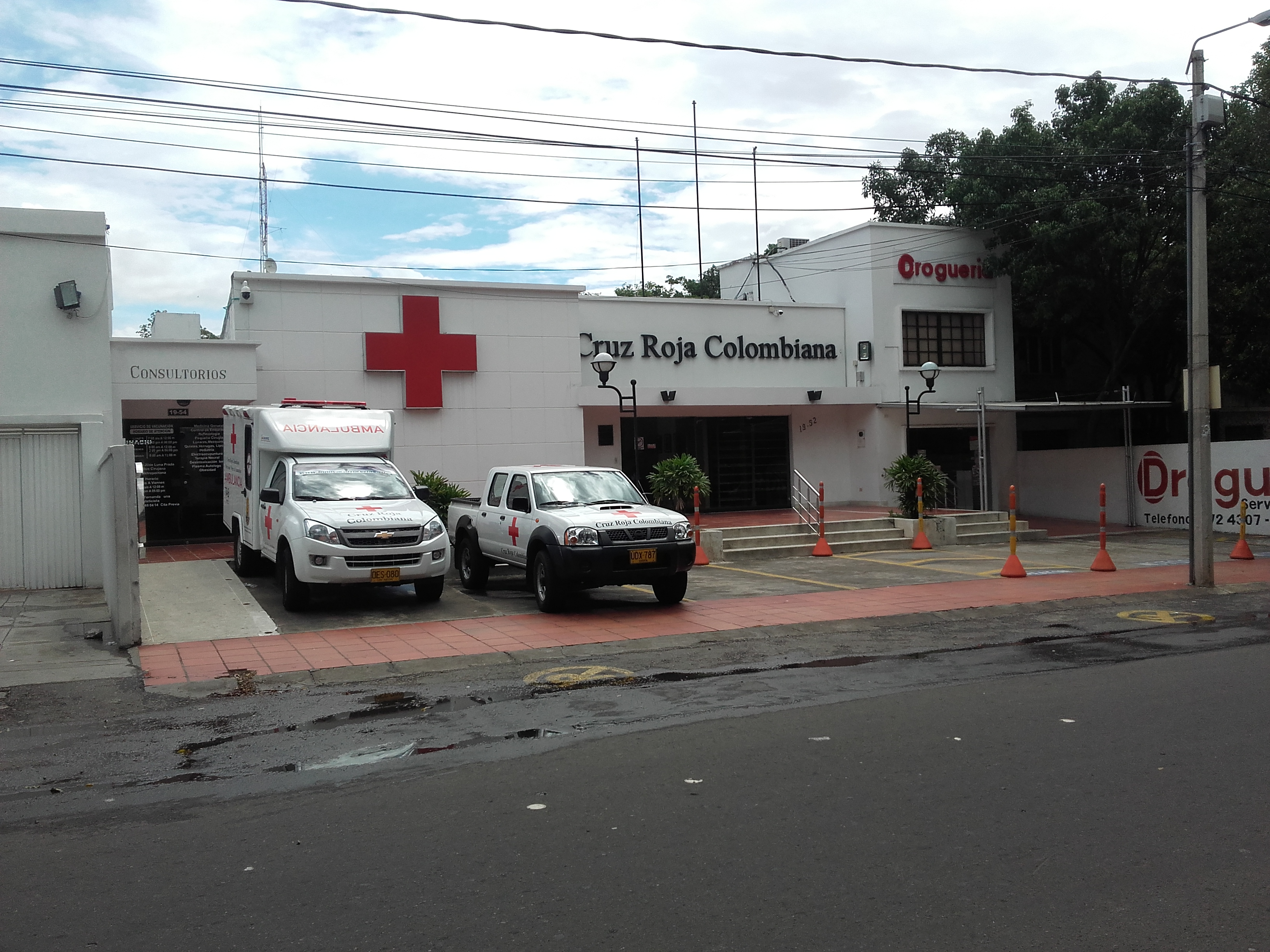
Cruz Roja seccional Norte de Santander.

La ciudad cuenta con las siguientes instituciones públicas de salud (o Empresas Sociales del Estado, ESE): El E.S.E. Hospital Universitario Erasmo Meoz, el E.S.E. Francisco de Paula Santander (Clínica del Seguro Social), el E.S.E. Centro de Rehabilitación CardioNeuroPulmonar, el E.S.E. Hospital de Los Patios y el E.S.E. Hospital de Villa del Rosario. En cuanto a centros de salud privados se destacan la Clínica San José, la Clínica Medical Duarte, la Clínica Norte, la Clínica Santa Ana, Clínica Leones, Clínica La Samaritana y Profamilia (salud sexual y reproductiva).
Las entidades anteriormente mencionadas forman parte de la red de instituciones prestadoras de servicios en salud adscritas a la Secretaría de Salud Municipal y la Secretaría de Salud Departamental. El Hospital Erasmo Meoz ostenta envergadura de cuarto nivel y está especializado en la realización de cirugías de alta complejidad, como trasplantes y reimplantes. Adicionalmente, se cuenta con puentos de atención médica distribuidos en las diferentes comunas de la ciudad, en que se presta atención en diversos grados de complejidad. En la ciudad hay un importante número de entidades promotoras de salud (E.P.S's) como Colsanitas, SaludCoop, CafeSalud, entre otras.

## Educación
| Tasa de cobertura neta | Tasa de cobertura neta |
| Nivel Educativo        | Porcentaje             |
| ---------------------- | ---------------------- |
| Ninguno                | 6,4%                   |
| Preescolar             | 68,46%                 |
| Primaria               | 94,20%                 |
| Básica Secundaria      | 80,81%                 |
| Media                  | 43,54%                 |
| Superior               | 52,35%                 |

El sistema educativo de la ciudad abarca establecimientos de educación primaria, secundaria y universitaria. La educación oficial en primaria y bachillerato es gratuita y la universitaria tiene un costo bajo. Hay además un variado sistema de colegios y universidades de carácter privado.
En la ciudad tienen asiento múltiples instituciones de enseñanza media de elevado nivel académico. En cuanto a formación técnica y tecnológica, la ciudad cuenta con el Servicio Nacional de Aprendizaje (SENA), el Centro Tecnológico de Cúcuta y las Unidades Tecnológicas de Santander, así como diversas instituciones privadas similares.
En cuanto a bibliotecas públicas, la ciudad cuenta con Biblioteca Julio Pérez Ferrero, la principal biblioteca de la ciudad y el departamento, así como con una red de salas de lectura esparcidas por toda la ciudad.  Se cuenta también con el área cultural del Banco de la República y el sistema de bibliotecas universitarias locales. También existe una pequeña biblioteca pública en el renovado Mirador de Cristo Rey.

### Colegios

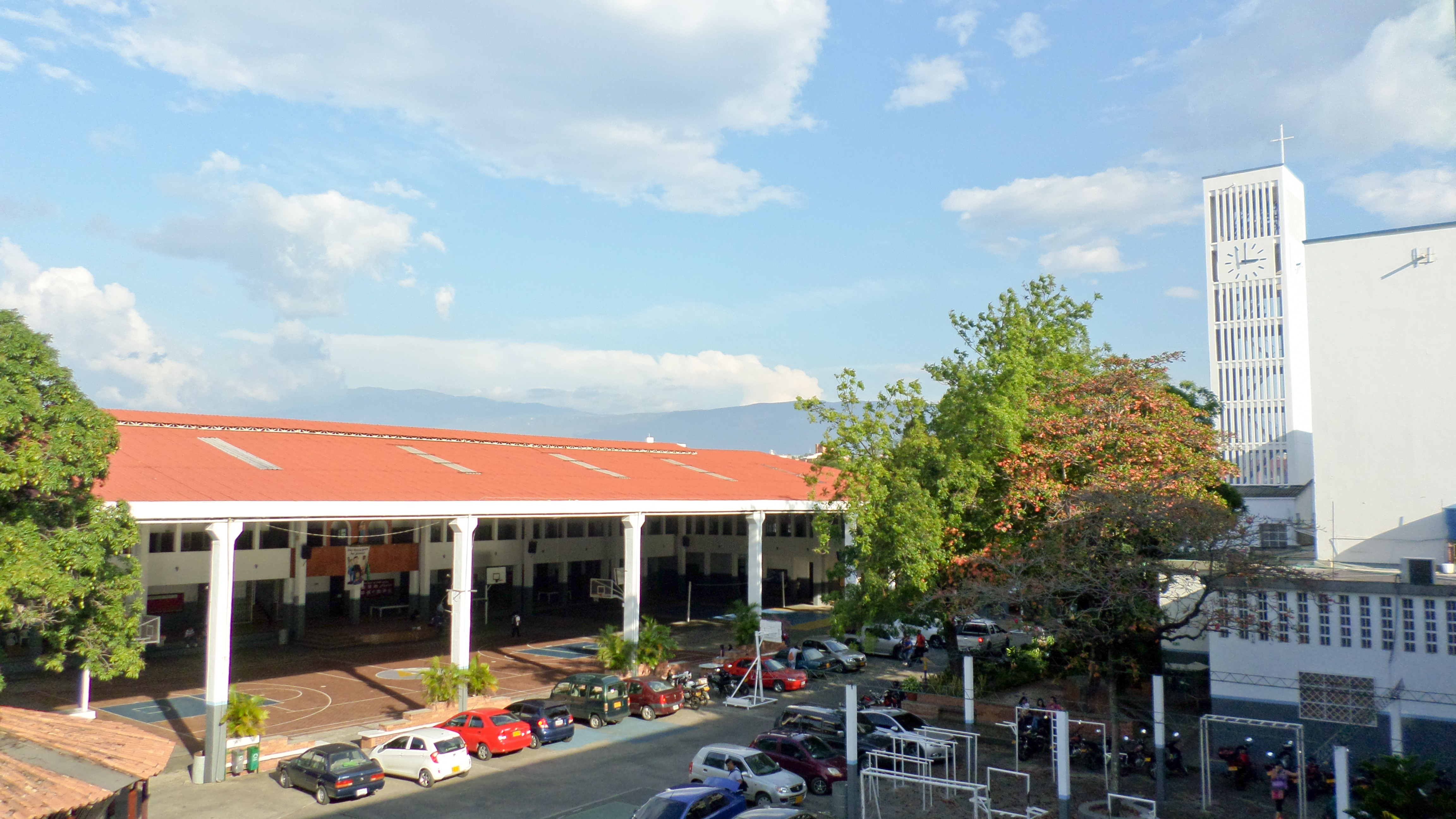
Instituto Salesiano San Juan Bosco.

La educación básica se desarrolla en cuatro niveles: preescolar, primaria, secundaria y media. La actividad académica se lleva a cabo entre febrero y noviembre, con tres meses de vacaciones (junio, diciembre y enero) así como dos semanas de receso: Semana Santa y la primera semana de octubre.
La ciudad cuenta con aproximadamente con 269 establecimientos educativos, de los cuales 61 son oficiales y 208 son no-oficiales. El colegio Calasanz se ubicó en la casilla 22 en las pruebas del examen ICFES en 2001, luego escaló al puesto 16 cuando una de sus alumnas logró ser la mejor en las Pruebas Saber 11 del año 2015 a nivel nacional. En 2018 había 3 colegios en la ciudad entre los 15 mejores del país, con el Instituto Técnico Nacional de Comercio ubicado en el escalafón de los 5 mejores colegios de todo el país.

### Universidades
La ciudad de Cúcuta cuenta con un amplio número de instituciones de educación superior, entre públicas y privadas. A continuación una lista de las universidades públicas y privadas que tienen sede en la ciudad.
Públicas
1. La Universidad Francisco de Paula Santander, es la más importante de la ciudad, y una de las universidades insignia del oriente colombiano.[30] Ofrece programas académicos técnicos, tecnológicos y profesionales en todas las áreas del conocimiento, siendo muy reconocida por sus programas de ingeniería civil, ingeniería de sistemas, arquitectura, enfermería, licenciaturas y derecho. Tiene Acreditación Institucional por un lapso de 6 años, la mayor en todo el departamento de Norte de Santander.[152]
2. La Universidad de Pamplona hace presencia en la ciudad, mediante un CREAD (Centro Regional de Educación a Distancia) en Cúcuta y una sede en el municipio metropolitano de Villa del Rosario, donde se desarrollan varias carreras incluyendo la de medicina. Ofrece programas académicos presenciales y a distancia.
3. La Escuela Superior de Administración Pública ofrece carreras relacionadas con la administración pública.
4. La Universidad Nacional Abierta y a Distancia (UNAD) ofrece carreras profesionales, carreras tecnológicas y maestrías en modalidad virtual.
5. El Servicio Nacional de Aprendizaje (SENA) tiene una regional en la ciudad de Cúcuta, distribuida en dos sedes, una principal en el Barrio Pescadero y una satélite en la ciudadela de Juan Atalaya. Ofrece programas técnicos y tecnológicos, en modalidad presencial y a distancia. En noviembre de 2007 el SENA Regional Norte de Santander obtuvo la certificación de gestión de calidad ISO 9001-2000, por los grandes logros en el Centro Multisectorial (CAIM) (prestación del servicio de formación profesional integral para los sectores de comercio y servicios, industria, construcción y salud) así como el Centro de Atención al Sector Agropecuario (CASA), agroindustrial y extractivo.[153]
6. El Centro Tecnológico de Cúcuta ofrece carreras técnicas y cursos cortos enfocados a la "educación para el trabajo".[154]

Privadas
1. La Universidad de Santander ofrece programas académicos tanto profesionales como tecnológicos.
2. La Universidad Libre ofrece carreras administrativas e ingenierías, y es muy conocida por su facultad de derecho. La misma cuenta con certificación ISO 9001-2000.[155]
3. La Universidad Simón Bolívar ofrece programas académicos de derecho, administración de empresas, comercio y negocios internacionales, psicología, trabajo social e ingeniería de sistemas.
4. La Universidad Antonio Nariño ofrece carreras profesionales en modalidad presencial.
5. La FESC ofrece programas académicos presenciales y a distancia de nivel técnico, tecnológico y profesional, además de especializaciones y maestrías, siendo muy reconocida por sus facultades de diseño gráfico y diseño de modas. La misma cuenta con certificación ISO 9001-2015.[156]
6. La Corporación Universitaria Autónoma del Norte ofrece las carreras de comunicación social y trabajo social.
7. La Universidad Remington ofrece programas académicos a distancia.
8. La Universidad Santo Tomás ofrece programas académicos a distancia.
9. La Fundación Universitaria San Martín ofrece programas académicos a distancia.
10. La Corporación Universitaria Minuto de Dios ofrece programas académicos a distancia.

|                                           |
| Universidad Francisco de Paula Santander. |

|                           |
| Universidad de Santander. |

|                             |
| Seccional Atalaya del SENA. |

|          |
| La FESC. |

|                    |
| Universidad Libre. |

|                               |
| Centro Tecnológico de Cúcuta. |

|                                             |
| Escuela Superior de Administración Pública. |

## Arte y cultura

### Identidad cucuteña

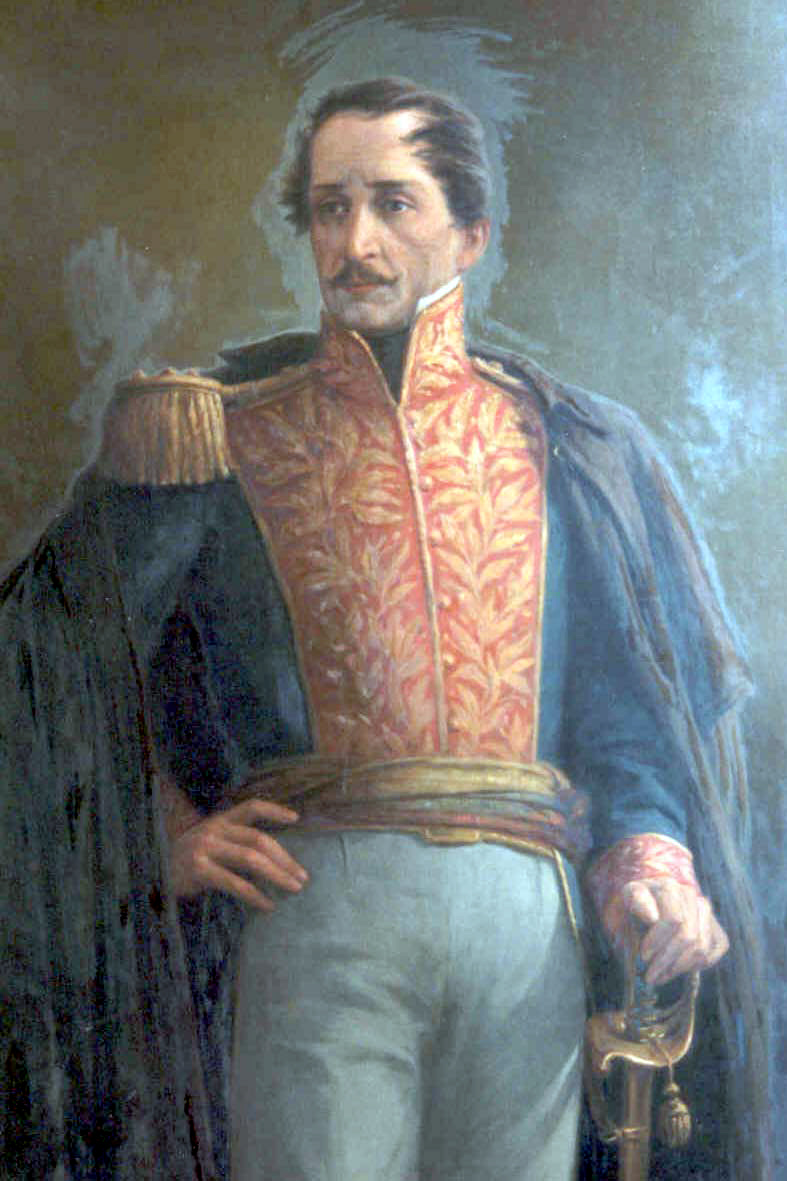
Francisco de Paula Santander

Muchos de sus ciudadanos han participado en el desarrollo de la historia de Colombia, entre los que se encuentran el general Francisco de Paula Santander (oriundo de Villa del Rosario, militar y estadista de la época de la independencia), el general Camilo Daza (pamplonés, precursor de la aviación en Colombia) y Virgilio Barco (expresidente de la República). Entre los deportistas destaca Fabiola Zuluaga, una de las mejores exponentes del tenis que ha tenido Colombia, Jossimar Calvo, gimnasta ganador de varias medallas en juegos panamericanos y olímpicos, y James Rodríguez, futbolista que juega para la selección nacional y que ha participado en mundiales de la FIFA . Entre las poetisas destaca Josefa Andrade Berti.
De acuerdo con la Gobernación de Norte de Santander, algunos de los cucuteños más ilustres son los siguientes:
- Francisco de Paula Santander. Militar y político héroe de la independencia de Colombia.[158]

- Virgilio Barco. Presidente de Colombia (1986-1990).[159]

- Antonio José Lizarazo Ocampo. Abogado. Presidente de la Corte Constitucional de Colombia.
- James Rodríguez. Jugador de la selección de fútbol de Colombia y del club de fútbol Everton. En 2014 ganó la bota de oro del campeonato mundial de la FIFA.[160]
- Fabiola Zuluaga. La mejor tenista de la historia de Colombia.[161]

- María Camila Osorio Serrano. Tenista colombiana, ganadora del Abierto de los Estados Unidos categoría Júnior en 2019.
- Elías M. Soto. Músico que compuso las Brisas del Pamplonita, uno de los bambucos más tradicionales de Colombia.
- Endry Cardeño. Primera actriz transgénero en la televisión colombiana, ganadora de varios premios incluyendo el TVyNovelas a mejor actriz.
- Rafael García Herreros. Sacerdote eudista, fundador de la grupo religioso católico Minuto de Dios.[162]

- Julio Pérez Ferrero. Destacado pedagogo.

### Infraestructura cultural

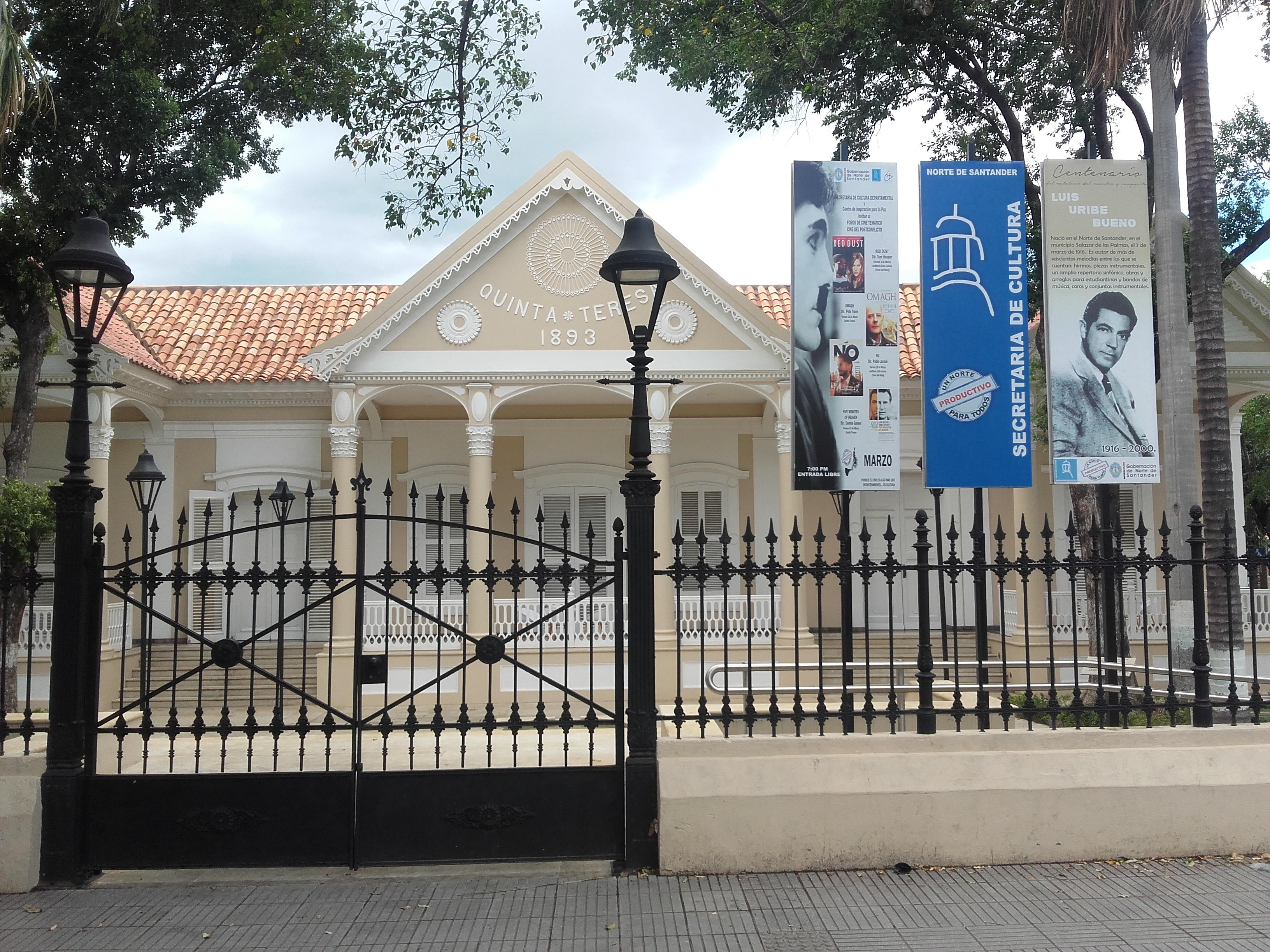
Centro Cultural Quinta Teresa.

La ciudad cuenta con los siguientes espacios para efectos de cultura:

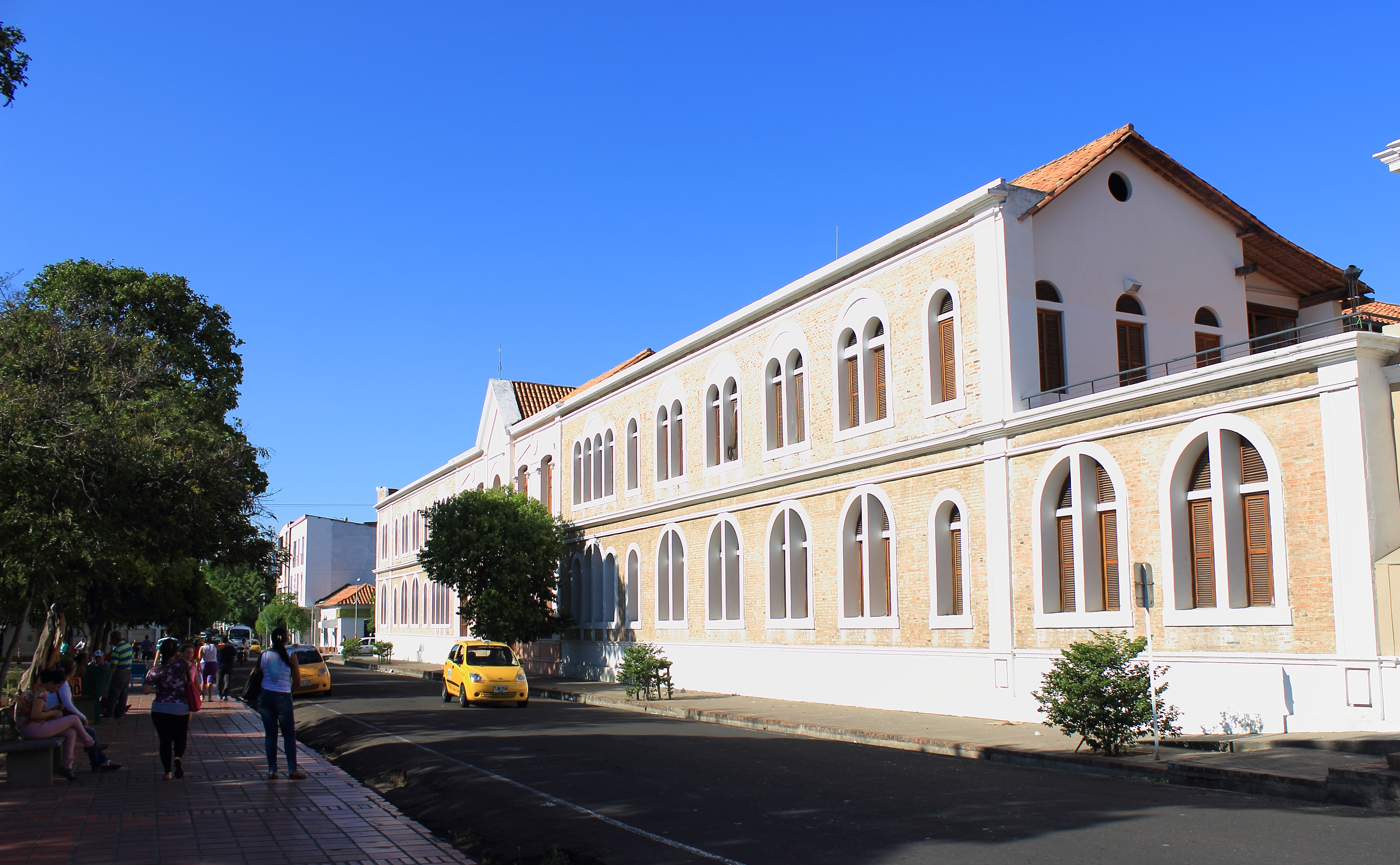
Biblioteca Pública Julio Pérez Ferrero.

1. Biblioteca Pública Julio Pérez Ferrero. Es la principal biblioteca de la ciudad y en ella se realizan diversas actividades culturales como la Fiesta del Libro. También se cuenta con diversas salas de lectura esparcidas por toda la ciudad, así como con una biblioteca en el Mirador Cristo Rey.[163]
2. El Área Cultural del Banco de la República posee una biblioteca, así como salas para exposiciones de arte y presentaciones artísticas. La ciudad, es sede de diferentes eventos culturales organizados por la Secretaría de Cultura y Turismo, que incluyen obras de teatro nacionales e internacionales.[164][165]

1. Centro Cultural Quinta Teresa es una casa colonial erigida en 1893 y restaurada en 2014,[166] funciona actualmente como centro cultural.[167]
2. Centro Cultural Torre del Reloj es edificio multipropósito. Actualmente es sede de la Secretaría de Cultura de Norte de Santander.
3. Casa de la Cultura, fundada en 1960 y que actualmente es el CREAD (Centro de Educación a Distancia) de la Universidad de Pamplona.

### Gastronomía
La gastronomía cucuteña es una variedad de la gastronomía colombiana y una subclase de la gastronomía de los Santanderes. Son tradicionales platillos como el pastel de garbanzo, el arroz con pollo, el arroz con carne, el arroz de arveja y el arroz de yuca. El mute, sopa preparada con carne de cerdo, maíz, papa y garbanzos, servida con arroz y pasteles de garbanzo y de Yuca. También se come pastel de papa rellena.
El cabrito, que se come asado o cocido, al igual que la pepitoria de cabrito, que se prepara con asadura de corazón, riñón, hígado, fritas con cebolla y tomate, además de otros ingredientes.
La turmada, una especie de torta que se prepara con huevos cocidos, papa sabanera, queso, cebolla, tomate, pimentón, perejil, apio porro, salchichón cervecero (opcional), hogao, leche, natas,salsa negra y pimienta, es el plato por excelencia de la ciudad. En cuanto a bebidas tradicionales, se destaca el agua de panela, y en cuanto a dulces, los cortados de leche de cabra, los arrastrados, el dulce combinado y las solteritas.

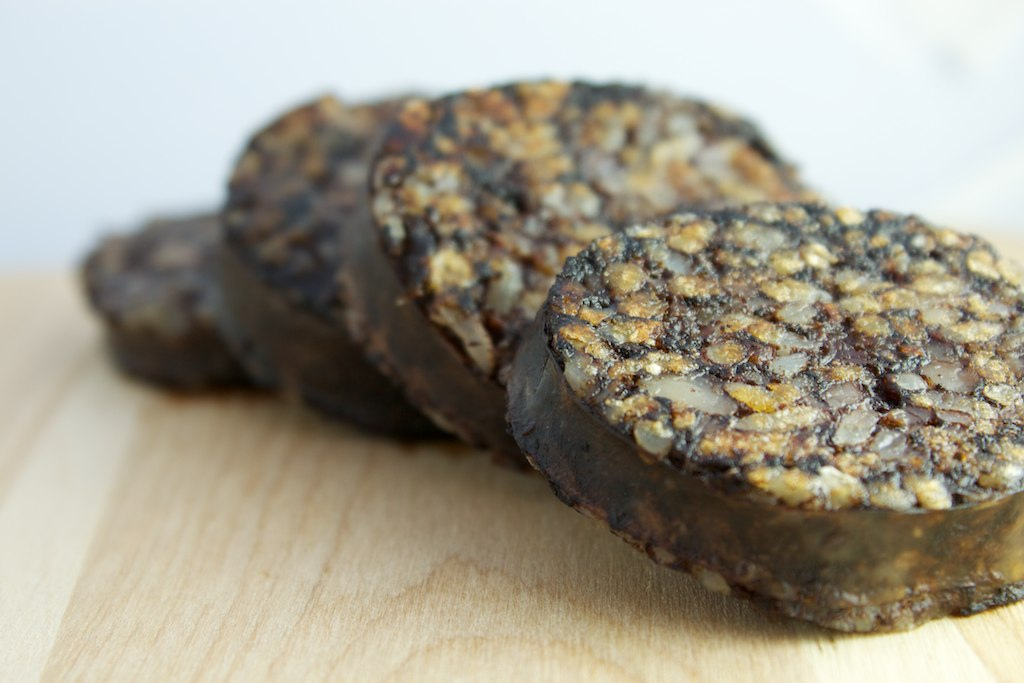
Morcilla.

También se consume la morcilla o rellena, que es un embutido a base de sangre coagulada, generalmente de cerdo, y de color oscuro.
La hayaca es un plato envuelto típico de Venezuela y Cúcuta. Consiste en una masa de harina de maíz sazonada con caldo de gallina o de pollo y coloreada con onoto o achiote, rellena con un guiso de carne de res, cerdo y gallina o pollo (aunque hay versiones que llevan pescado), al cual se le agregan aceitunas, uvas pasas, alcaparras, pimentón y cebolla, envuelto de forma rectangular en hojas de plátano o de bijao (palma semejante a la del plátano, aunque de textura más fuerte), para finalmente ser atada con pabilo o pita y hervida en agua.

### Literatura y Arte
Durante su historia, Cúcuta ha visto nacer y ha servido como catapulta para escritores, músicos, actores y pintores de talla local y nacional como el maestro de orquesta Pablo Tarazona Prada, el guionista Carlos Duplat, Miguel Méndez Camacho, Elías Mauricio Soto, Eduardo González, Carlos Perozzo, entre muchos otros.
Hasta el sol de los venados, novela escrita por Carlos Perozzo, es una de las obras más importantes de la ciudad, describiendo en formato novelístico a la Cúcuta de la década de 1970. La poetisa Josefa Andrade Berti influyó en sociedades de historia a nivel internacional y fue librera de la ciudad.
La Fiesta del Libro de Cúcuta, realizada en la biblioteca Julio Pérez Ferrero, es el evento literario más importante del departamento y uno de los más importantes de la región. Se viene realizando desde 2005 y, a lo largo de los años, donde se han reunido  cientos de invitados, se han presentado obras artísticas y literarias de diversa índole y se han congregado decenas de miles de espectadores año tras año.

## Deportes

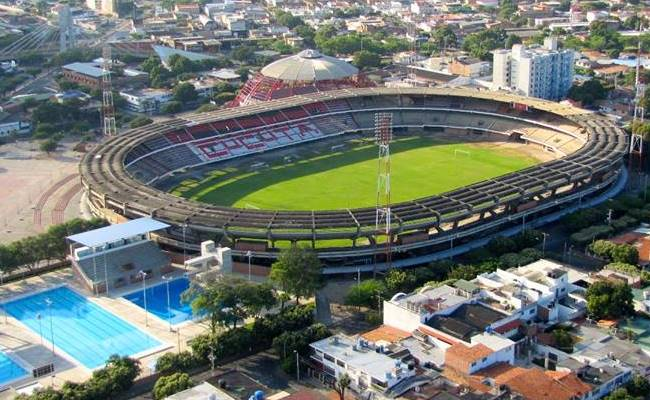
El estadio General Santander, el Coliseo Toto Hernández y el complejo acuático Carlos Ramírez París, en el barrio Lleras Restrepo.

Diferentes modalidades deportivas tanto individuales como colectivas se practican en Cúcuta, siendo el fútbol y el baloncesto los deportes más tradicionales y populares en la ciudad. De la misma forma, existe una participación importante en deportes como patinaje de velocidad, rugby, tenis y gimnasia, entre otros.
El Instituto Municipal para la Recreación y el Deporte (IMRD) de Cúcuta es la entidad gubernamental encargada de promover y controlar todo lo relacionado con la práctica deportiva del municipio.

### Fútbol
La práctica del fútbol en la ciudad data de principios del siglo XX, con la fundación del Club Deportista en 1913 por parte del dominicano David Maduro y del venezolano Federico Williams, y la creación de la Asociación Deportiva Cucuteña en 1914 por parte de diversos clubes locales.
Para el desarrollo profesional de fútbol, la ciudad cuenta con el estadio General Santander,  uno de los escenarios con mayor capacidad del país con 45.000 espectadores. La ciudad, además, cuenta con un gran número de canchas para la práctica de fútbol amateur alrededor de toda el área urbana.
El Cúcuta Deportivo es el equipo profesional de fútbol de la ciudad. Anteriormente jugaba en la Categoría Primera A del Fútbol Profesional Colombiano, después de haber ascendido en el Torneo Águila 2018. Es uno de los clubes históricos de Colombia, fundado el 10 de septiembre de 1924 como Cúcuta Foot-ball Club, ha conseguido un título del campeonato colombiano de primera división en la temporada 2006-II y un subcampeonato en el año de 1964. Asimismo, ostenta tres títulos de la segunda división conseguidos en las temporadas de 1995-96, 2005 y 2018. Participó en la Copa Libertadores 2007 llegando a semifinales, cayendo frente al Boca Juniors argentino; y en la Copa Libertadores 2008 llegando a cuartos de final, cayendo frente al Santos de Brasil. El 22 de noviembre de 2007 obtuvo diversos premios y reconocimientos por parte de la cadena de televisión Fox Sports, edición Colombia.

### Baloncesto
A la ciudad se la ha nombrado la "capital basquetera de Colombia", no solo por su peso en la historia del baloncesto nacional, sino por los logros que los equipos oriundos de la ciudad han cosechado a lo largo de su existencia. El principal escenario del deporte en la ciudad, el Coliseo "Toto" Hernández, es uno de los más importantes del país y ha albergado diversos eventos de talla regional e internacional, tales como el Campeonato Sudamericano de Baloncesto de 1955, el Campeonato Sudamericano de Clubes Campeones de 1980, el Campeonato Mundial de Baloncesto de 1982 y el Campeonato Sudamericano de Baloncesto Femenino de 1984.
Anteriormente, el equipo Cúcuta Norte representaba a la ciudad en el Baloncesto Profesional Colombiano, ganando los torneos del 2008 y 2009. Su actual representante en este deporte es el equipo Motilones del Norte que, al igual que sus antecesores, juega sus partidos de local en el "Toto" Hernández.

### Tenis

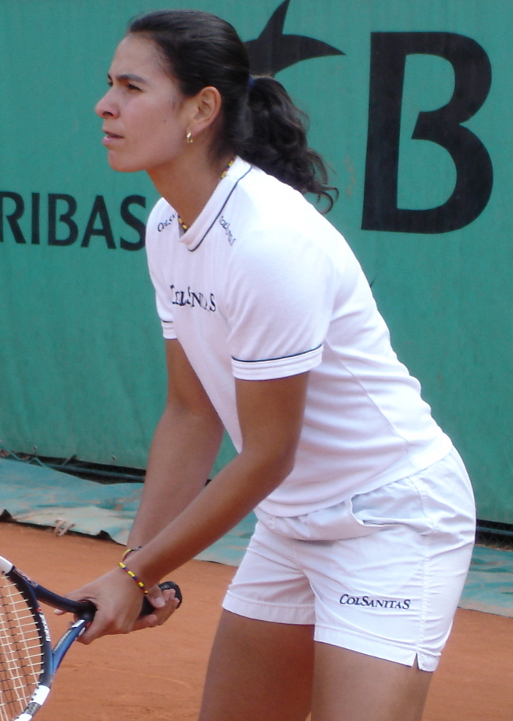
Fabiola Zuluaga, figura deportiva de la ciudad.

En los últimos años, el tenis en Cúcuta, en particular el tenis femenino, ha ganado fuerza en el contexto deportivo nacional, llegando a albergar un torneo ITF 15000 en 2017, el torneo "Copa Ciudad de Cúcuta" en 2018, y un torneo ITF 25000 en 2019.
Fabiola Zuluaga y María Camila Osorio, dos de las mejores tenistas a nivel nacional, le han dado al deporte un puesto especial en la ciudad y en el departamento.

### Gimnasia
La ciudad se destaca a nivel nacional por sus competidores en el deporte de gimnasia, en especial la modalidad de gimnasia artística. Jossimar Calvo, oriundo de la ciudad, es considerado el mejor gimnasta de Colombia, habiendo logrado varias medallas de oro en los Juegos Sudamericanos, Juegos Panamericanos y en diversos certámenes mundiales de gimnasia artística. Así mismo, se destacan otros competidores como Jesús Romero Montoya, destacado deportista en los Juegos Panamericanos que sufrió un accidente discapacitante en 2002,  Jairo Ruiz Casas, actual entrenador de la Selección Nacional de Gimnasia, o Ángel Barajas, promesa de la gimnasia artística con participación destacada en los Panamericanos Juveniles de Gimnasia Artística de 2021 y el cual consiguió la medalla de plata en gimnasia artística en los Juegos Olímpicos de París 2024.
El coliseo menor Eustorgio Colmenares Baptista, centro de la actividad gimnasta en la ciudad, es uno de los recintos más importantes a nivel nacional.

### Otros
En la actualidad, la ciudad presenta una expansión en cuanto al desarrollo de nuevas disciplinas deportivas. Entre estas disciplinas se puede destacar el rugby, con la creación en el 2005 del Cúcuta Rugby Club. Hoy día se cuenta con 3 clubes de mayores que compiten regularmente, Cúcuta Rugby, Cobras Rugby y Carboneros UFPS. También se cuenta con focos de desarrollo como la Universidad de Santander, y el Sena. En la categoría menores de 18 se cuenta con la liga juvenil, formada por Clubes Cobras Rugby Club y Templarios, colegios como La Salle y el INEM, la UFPS y la Escuela de Formación Deportiva Cazadores. Recientemente, e Coldeportes dio el aval para la creación de la Liga Nortesantandereana de Rugby conformada por equipos de Cúcuta y, en menor medida, de Ocaña, Pamplona y El Zulia.
Otros deportes que tienen una sólida presencia en la ciudad son la natación, que tiene a disposición el complejo acuático Carlos Ramires París ubicado en las inmediaciones del Estadio General Santander, el patinaje de velocidad, con varias pistas de patinaje para la práctica, y el fútbol sala, representado por el equipo Cúcuta Niza en la Liga Colombiana de Futsal.

## Arquitectura y urbanismo
El perímetro urbano presenta una rica arquitectura relacionada con Independencia de Colombia.  Otros lugares que forman parte del patrimonio arquitectónico son la biblioteca Julio Pérez Ferrero, la Torre del Reloj así como la Quinta Teresa y la Iglesia del Carmen, estas dos últimas forman parte del reducido número de edificaciones que sobrevivieron al Terremoto de 1875.
Otro lugar para destacar es el El Malecón, el cual está ubicado en la avenida Libertadores y recorre cerca de 10 kilómetros a la orilla del río Pamplonita con una infraestructura ideal para la recreación y la vida nocturna.
Recientemente se han abierto centros comerciales de gran tamaño y tiendas multinacionales, como el Centro Comercial Ventura Plaza, Unicentro y Jardín Plaza.

### Iglesias

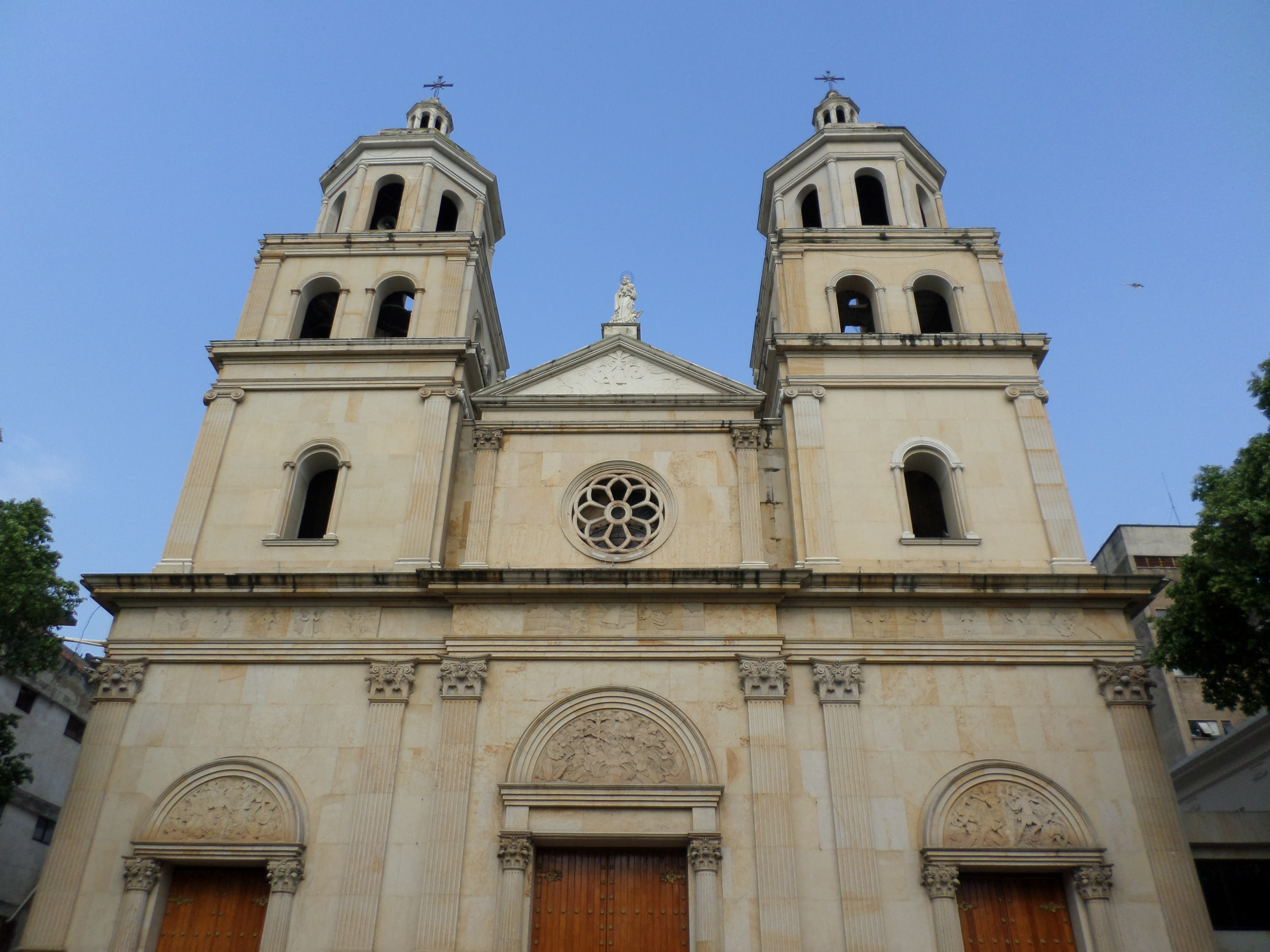
Catedral de Cúcuta

En Cúcuta, los templos religiosos han sido tradicionalmente dedicados a la religión católica, aunque también hay presencia de otros edificios religiosos dedicados a otros grupos cristianos protestantes, como el Evangelismo, el Pentecostalismo, el Adventismo, el Movimiento de los Santos de los Últimos Días, los Testigos de Jehová, entre otros.
Se destacan la Catedral de Cúcuta, de estilo neoclásico, la Capilla Nuestra Señora del Carmen, la Basílica menor San Luis Gonzaga, la parroquia Nuestra Señora del Perpetuo Socorro, entre otros. Estos templos ubicados en el centro de la ciudad conservan objetos religiosos de alto valor.
Por otro lado, entre las iglesias evangélicas-pentecostales se encuentra el Centro Cristiano, vinculado al Concilio de las Asambleas de Dios de Colombia, con varias sedes en la ciudad, y cuya sede principal de Cúcuta, en el barrio Los Pinos, dispone de un auditorio con capacidad para 5000 personas.

### Monumentos

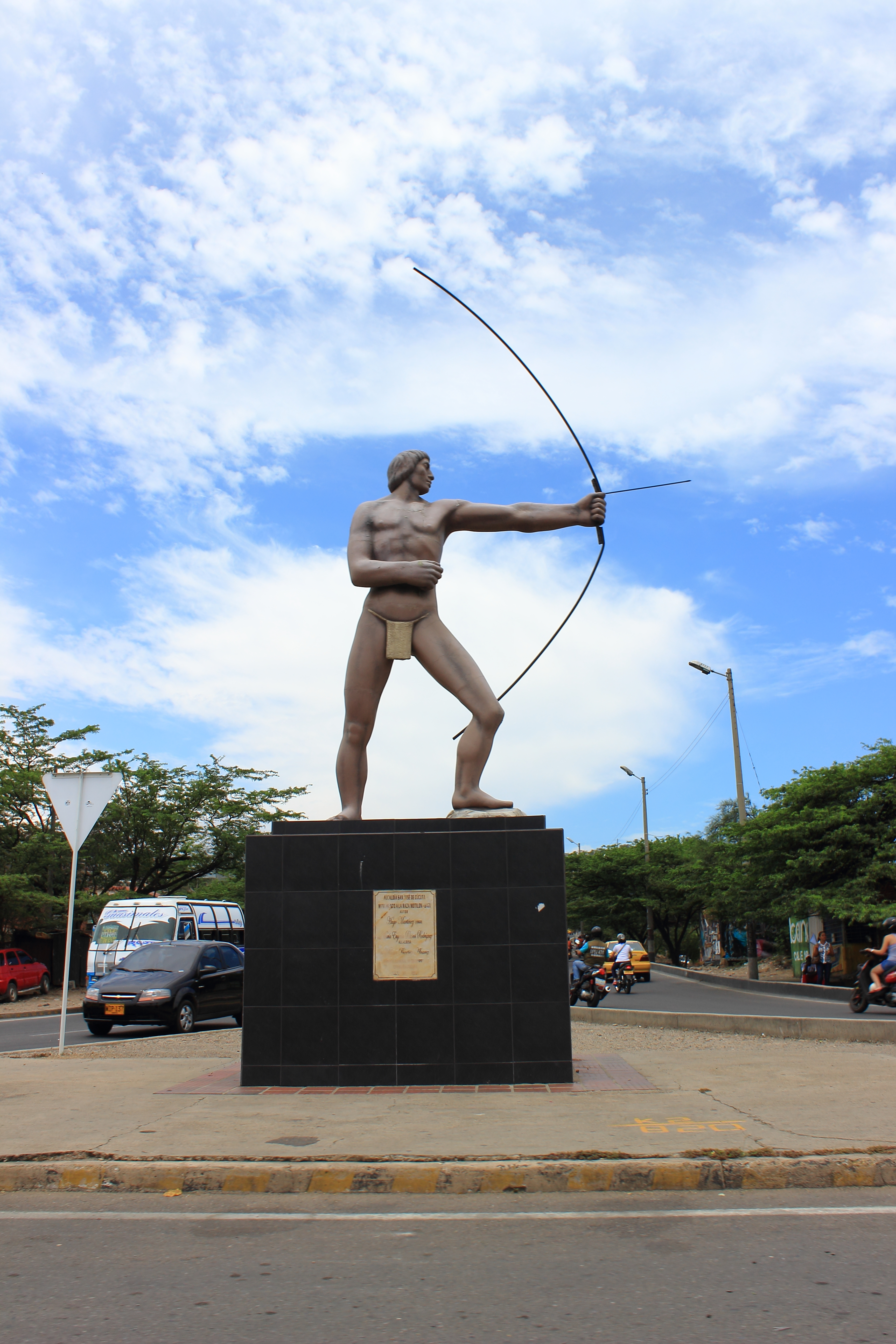
Monumento al Indio Motilón.

La ciudad tiene una importante variedad de monumentos, estatuas y bustos en memoria de eventos y personajes de la historia local y nacional. Algunos de los más importantes son:
- La estatua de Francisco de Paula Santander, ubicada en el Parque Santander, en homenaje al prócer de la independencia.
- La Columna de Padilla, ubicada en el barrio El Contento. Fue erigida en 1923 en homenaje a la victoria de José Prudencio Padilla en la batalla del Lago de Maracaibo.
- El Monumento a la Batalla de Cúcuta, en homenaje a Simón Bolívar y la Batalla de Cúcuta.
- Cristo Rey, el segundo monumento en honor a Jesucristo más antiguo de América Latina, después del Cristo Redentor. Fue construido en 1947.
- El Monumento a Arnulfo Briceño, compositor nortesantandereano de renombre a nivel nacional, ubicado en la redoma homónima.
- El Monumento al Indio Motilón, ubicado en la intersección vial de la Terminal de Transporte, en homenaje a los indios motilones. La obra es considerada como una de las más icónicas de la ciudad.

### Parques
Cúcuta se caracteriza por contar con una gran cantidad de parques y zonas verdes.
| Parque                              | Descripción | Imagen |
| ----------------------------------- | --- | ------ |
| Parque Santander.                   | Se encuentra en el corazón de la ciudad, avenidas 5.ª y 6.ª, calles 10 y 11, frente a la Alcaldía Municipal y la Catedral Metropolitana. |        |
| Plaza La Victoria o Parque Colón.   | Ubicado en el Barrio La Playa, calles 12 y 13, avenidas 2.ª y 3.ª, frente a la Biblioteca Julio Pérez Ferrero y cerca al edificio de la gobernación de Norte de Santander y la Torre del Reloj. En su centro se encuentra un monumento a la victoria de los patriotas en la Batalla de Boyacá. |        |
| Parque nacional o Parque de La Bola | Ubicado en la avenida 3.ª, entre calles 8.ª y 9.ª. Otrora una cancha de fútbol que años después se convirtió en uno de los parques más importantes de Cúcuta. Alberga al Edificio Santander y al monumento al Globo Terráqueo donado por migrantes italianos.                                  |        |
| Parque Simón Bolívar.               | Ubicado en el sector de Colsag. Tiene una estatua ecuestre del Libertador, fundida en bronce, réplica de una erigida en Roma, de Pietro Canonica. Donación del gobierno venezolano, fue fundida en los talleres La Estancia de Caracas, por el escultor Martín Toledo.                         |        |
| Parque Juana Rangel de Cuéllar.     | Está ubicado en la diagonal Santander con avenida 6.ª. Existe una plaza a la fundadora, por acuerdo 14 de julio de 1926, del Concejo Municipal; corresponde al famoso y tradicional patio Carora.                                                                                              |        |
| Parque Mercedes.                    | Ubicado frente a la iglesia San Antonio, rinde homenaje a la heroína cucuteña Mercedes Ábrego. |        |
| Parque Francisco Andrade Troconis   | Ubicado en el Malecón, al frente del colegio Calasanz. Alberga un busto diseñado por Olinto Marcucci, rindiendo homenaje a Francisco de Paula Andrade Troconis, ingeniero venezolano que diseñó el trazado para la reconstrucción de la ciudad después del Terremoto de Cucuta de 1875.        |        |
| Parque Antonia Santos.              | Ubicado en la avenida séptima con calle 6.ª, exhibe el busto de la heroína, obsequiado por el artista Alberto Jurgesen en 1922. |        |

### Malecón

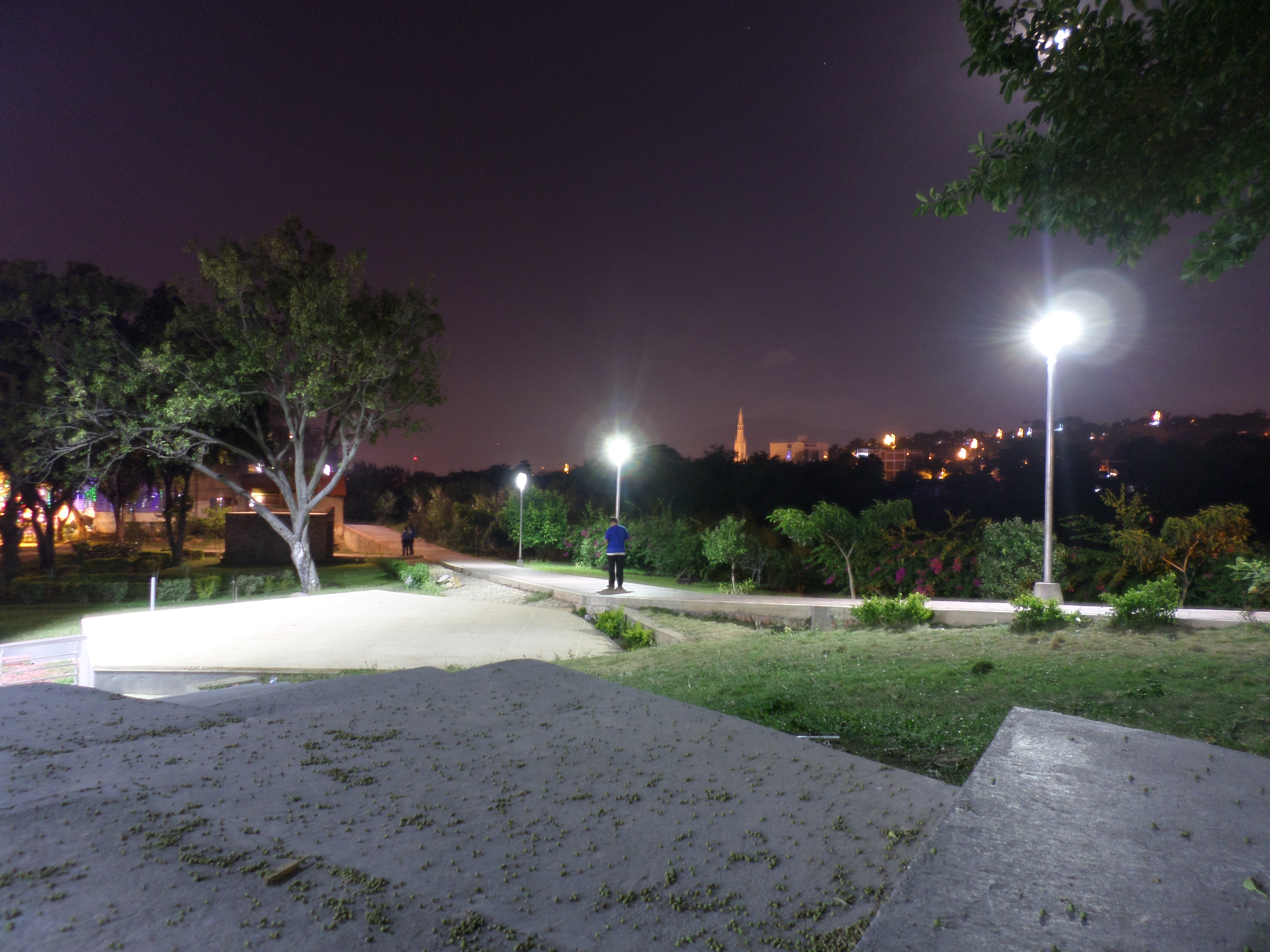
Malecón de Cúcuta

El paseo de los Próceres, conocido simplemente como El Malecón, es una zona verde ubicada en la ciudad colombiana de Cúcuta, en la avenida Los Libertadores, a orillas del Río Pamplonita. Es uno de los lugares más reconocidos y considerado uno de los más importantes a nivel turístico, artístico y cultural de la ciudad, donde fácilmente pueden concurrir alrededor de 15.000 personas en un fin de semana normal. En el se encuentran diferentes espacios destinados a la actividad deportiva como el skateboarding o el bicicrós, al desarrollo cultural, al entretenimiento y a la conmemoración de figuras y hechos históricos. En el también tienen centro muchas de las festividades celebradas por la población de la ciudad, como Halloween, el Día de las Velitas o el Día de las Madres, esta última celebrada en la ciudad el último domingo de mayo, a diferencia del resto del país. El paseo también es reconocido por su alumbrado navideño durante el mes de diciembre.
A principios del siglo XX, el lugar funcionaba como muro de contención del Pamplonita, que en ese entonces causaba constantes inundaciones y destrozos en la infraestructura de la ciudad, pero fue adecuado como ruta peatonal luego de que la construcción de la avenida, en 1973, hiciese popular los paseos a lo largo de la ronda del río. El malecón ha pasado por varias remodelaciones para hacer de este un lugar de turismo local.

## Ciudades hermanadas
- Bucaramanga, Colombia[195]
- Medellín, Colombia[196]
- San Antonio del Táchira, Venezuela[197]
- San Cristóbal, Venezuela[198][199]
- Tunja, Colombia[195]
- Ureña, Venezuela[200]
- Zaragoza, España[201]